# アンヌ＝ルイ・ジロデ＝トリオゾン

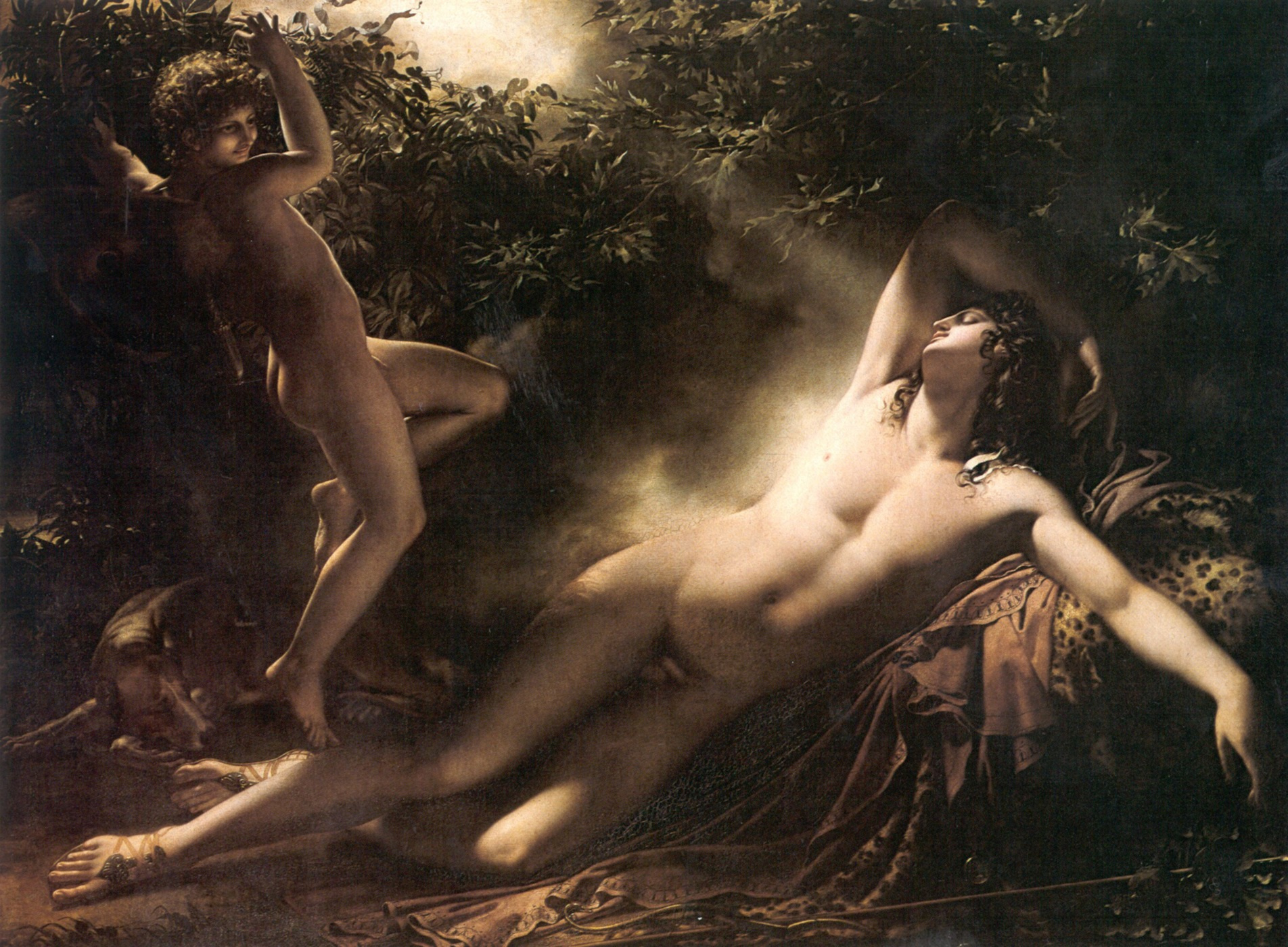
1791年の絵画『エンデュミオンの眠り』。ルーヴル美術館所蔵。

アンヌ＝ルイ・ジロデ・ド・ルシー＝トリオゾン（仏: Anne-Louis Girodet de Roussy-Trioson, 1767年1月29日-1824年12月9日 ）は、フランス新古典主義の画家である。巨匠ジャック＝ルイ・ダヴィッドのもとで絵画を学んだのち、ロマン主義的傾向を強め、後のロマン主義絵画の先駆的存在となった。代表作に『エンデュミオンの眠り』（Le Sommeil d'Endymion）、『洪水の情景』（Scène de déluge）、『アタラの埋葬』（Atala au tombeau）などがある。

## 生涯

### 若年期
ジロデは1767年1月29日にモンタルジ（現在のロワレ県）で、父アントワーヌ＝フローラン・ジロデ（Antoine-Florent Girodet）と母アンヌ＝アンジェリーク・コルニエ（Anne-Angélique Cornier）の末の息子として生まれた。両親はともに彼が10代の後半の頃に死去した。若くして両親を亡くしたジロデは、生涯を通じて親密な関係であったブノワ・フランソワ・トリオゾン（Benoît-François Trioson）医師のもとで養育された。彼は最初に建築を学び、軍のキャリアを追求したが、ルキンという名前の教師の下で絵画を学んだのち、1785年にジャック＝ルイ・ダヴィッドのアトリエに入門した。ジロデは1787年に初めてローマ賞に挑戦したが失格となり、翌年『タティウスの死』（La mort de Tatius）で再挑戦して2位を獲得した。さらに1789年に『兄弟たちに認知されるヨセフ』（Joseph reconnu par ses frères）で大賞を受賞し、1789年から1793年までイタリアに留学した。ジロデはローマ滞在中に、1793年のサロンで大きな称賛を獲得し、フランスでの画家としての名声を保障した作品『エンデュミオンの眠り』を制作した。 

### 画家としての成功
1795年にフランスに戻るとルーヴル宮殿の一角にアトリエを与えられ、ボナパルト家のメンバーを含む多くの肖像画を描いた。1801年、フランソワ・ジェラールとともにマルメゾン城のためにジェイムズ・マクファーソンの『オシアン』を主題とする絵画を委託された。1806年にサロンに出展した『洪水の情景』は大きな話題を呼び、学士院は1810年の10年間の受賞報告書で『洪水の情景』を筆頭に挙げ、ダヴィッドの『サビニの女たち』をその下に置いた。さらに1808年、シャトーブリアンの小説『アタラ』（Atala, 1801年出版）を主題に選んで『アタラの埋葬』を制作し、絶大な人気を博した。1810年には『カイロの反乱』（La Révolte du Caire）を制作した。またこのころ私生活にも1つの変化があった。ジロデは1809年にトリオゾン医師の養子となり、1812年に養父の遺産を相続した。

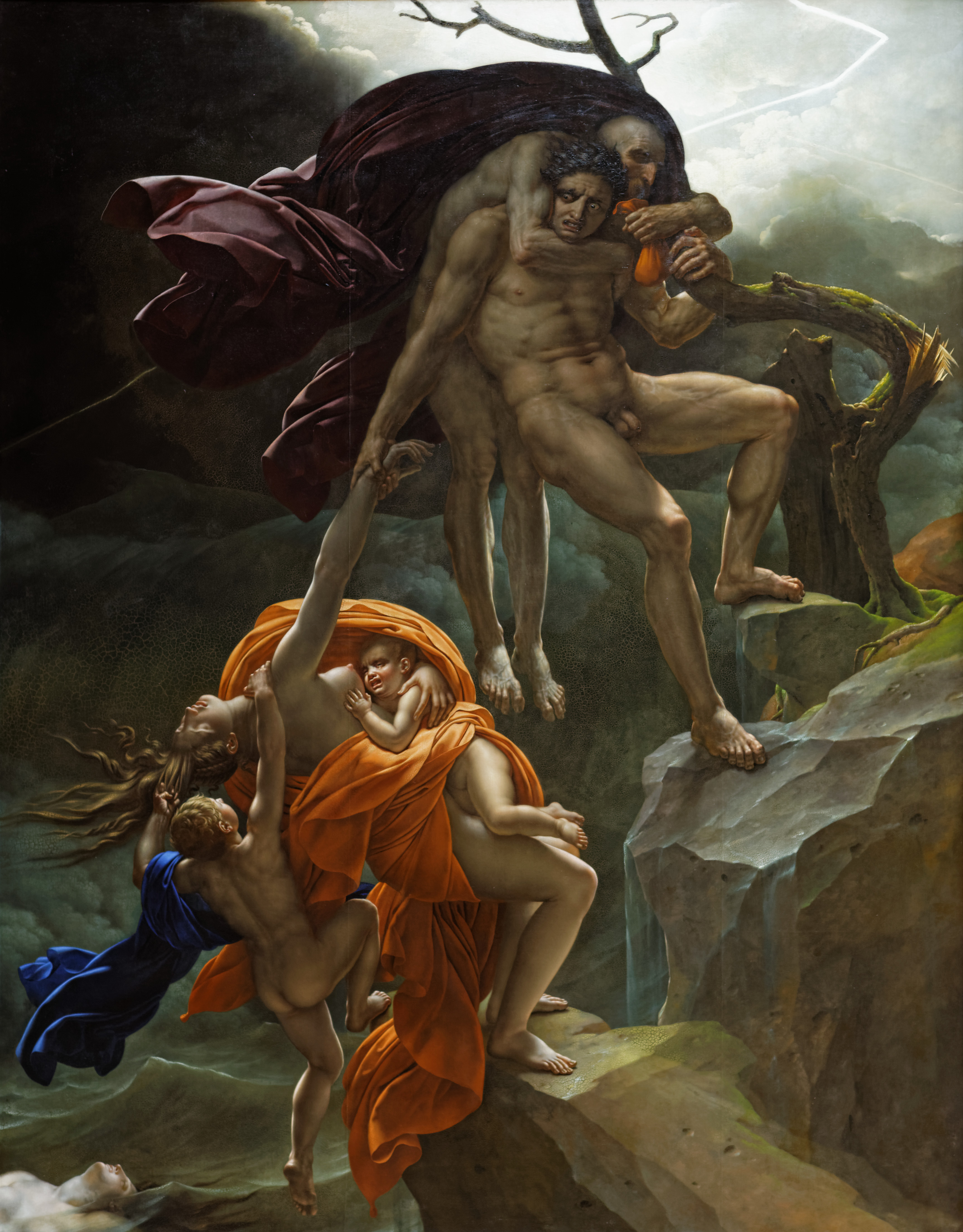
『洪水の情景』1806年。ルーヴル美術館所蔵。

1815年、ジロデは王立絵画彫刻アカデミーとフランス学士院の会員となり、1816年8月4日にフランソワ＝アンドレ・ヴァンサンが死去すると、9月4日に彼の後任としてエコール・デ・ボザールの教授に任命された。また聖ミカエル騎士団の騎士でもあった。

### 晩年
しかしその一方、40代の頃からジロデの身体は衰え始め、その影響は画業にも表れた。1812年のサロンでは『聖母の頭部』（Tête de Vierge）を出展したにとどまり、1819年の『ピグマリオンとガラテイア』（Pygmalion et Galatée）ではロマン主義的傾向よりもむしろ古典主義的傾向が強くなった。そしてロマン主義の台頭が誰の目にも明らかとなった1824年（この年のサロンはドミニク・アングルの『ルイ13世の誓願』とウジェーヌ・ドラクロワの『キオス島の虐殺』が出品された）の12月9日にパリで死去した。享年57歳。死後、ジロデは著名人が多く眠ることで知られるペール・ラシェーズ墓地に埋葬された。

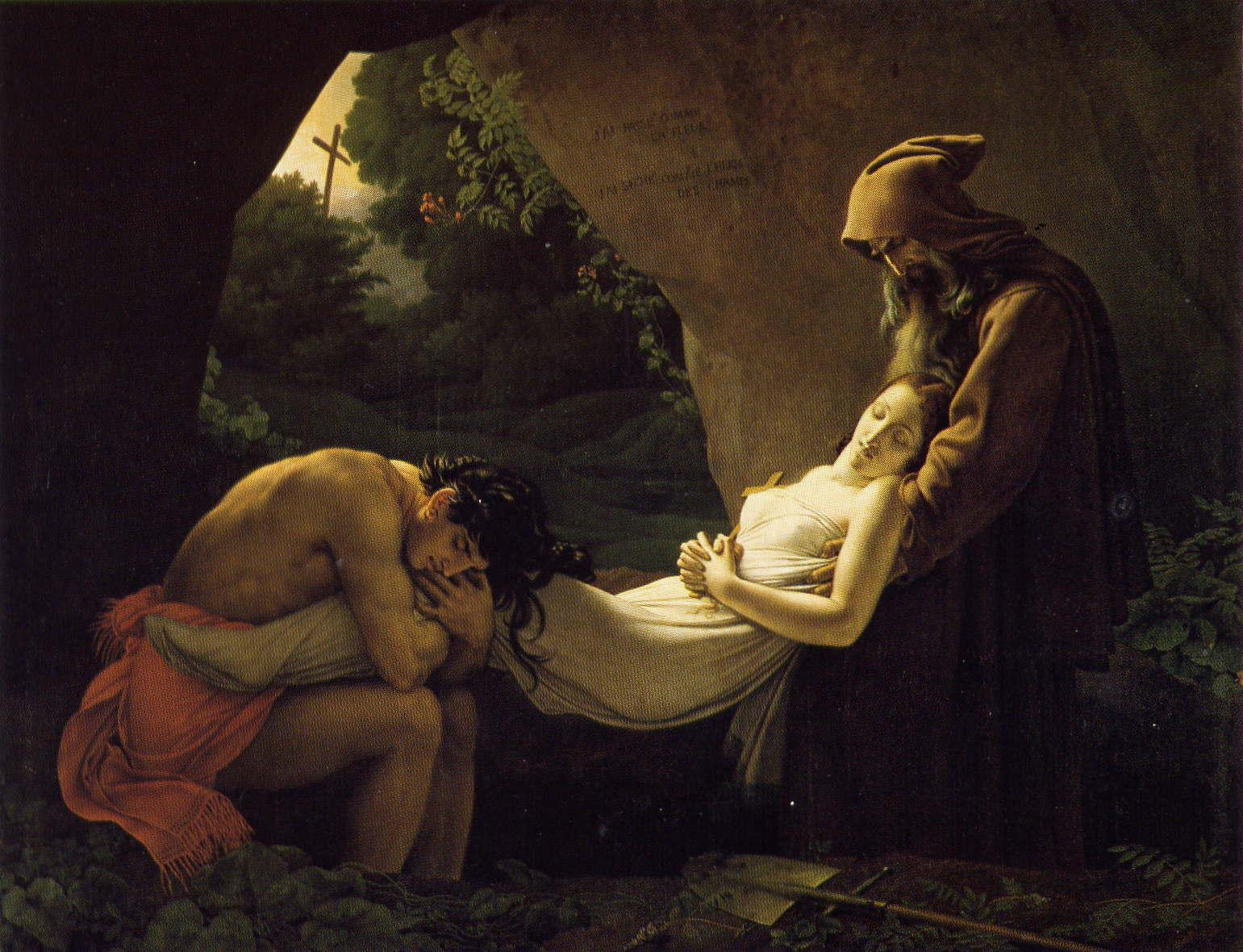
1808年の絵画『アラタの埋葬』。ルーヴル美術館所蔵。

ジロデの死後、すぐに手紙の一部が失われたため、私生活はほとんど知られていない。ジオデは一度も結婚しておらず、子供もいなかった。 女優で作家のアメリー＝ジュリー・カンデイユ（1767年–1834年）との長期にわたる友好的な愛だけが記録に残っている 。

## 生徒
ジロデはエコール・デ・ボザールの教授として教鞭を執り、またジロデのアトリエはアントワーヌ＝ジャン・グロに並ぶほどの評判を得た。イアサント・オーブリー＝ルコント（Hyacinthe Aubry-Lecomte）、シャルル＝オーギュスト・ヴァン・デン・ベルヘ、エドゥアール・ベルタン、アンジェリーク・ブイエ（Angélique Bouillet）、アレクサンドル＝マリー・コラン、マリ＝フィリップ・クーパン・ド・ラ・クーペリー、アンリ・ドケーヌ、ポール＝エミール・デトゥーシュ、アシル・ドゥヴェリア、ウジェーヌ・ドゥヴェリア、サヴィニアン＝エドム・デュブルジャル（Savinien Edme Dubourjal）、ジョセフ＝フェルディナン・ランクルノン、アントナン・モワンヌ、ジャン＝ジャック・フランソワ・モナントゥイユ、アンリ・モニエ、ロザリー・ルノーダン（Rosalie Renaudin）、ヨハン・ハインリヒ・リヒター、フランソワ＝エドム・リコワ、ジョゼフ＝ニコラ・ロベール＝フルーリー、フィリップ＝ジャック・ヴァン・ブリー、マリー＝ドニーズ・ヴィレールなど多くの生徒がいた。

## 作品
ジロデは当初は師であるダヴィッドの様式に従っていたが、イタリア留学を境に新古典主義から逸脱していった。イタリアの文化に多大な影響を受け、特にダンテ・アリギエーリの『神曲』と出会ったジロデは絶えず想像力を刺激された。ロマン主義の先駆者としてのジロデの特徴はすでにローマ滞在中に制作した『エンデュミオンの眠り』で明らかである。主題とポーズは古典的な先例に触発されているが、男性の裸体像に新しい解釈を示しており、拡散する照明はより劇場的で雰囲気がある。これらの初期のロマン主義的な効果は1802年の『オシアン』でさらに顕著となった。この作品でジロデは詩人オシアンによって冥府に招き入れられたナポレオンの兵士たちを描いており、燐光を発する流星、霧のかかった光、および幽霊のような主人公が含まれていることで印象的である。しかしこの絵画の超自然的な表現は多くの批評家や鑑賞者を困惑させた。
古典的要素とロマン主義的な要素の同様の結合は、1799年の『ダナエに扮するランゲ嬢』（Portrait de Mademoiselle Lange comme Danae）と、スペイン王のアランフエス王宮のために制作され、後にコンピエーニュ城のために再度制作された『四季』（Quatre Saisons）で示され、1802年にナポレオンのために制作された『フィンガル』（Fingal, ロイヒテンベルク・コレクション、サンクトペテルブルク）で非合理的なほどに表れている。

## ギャラリー

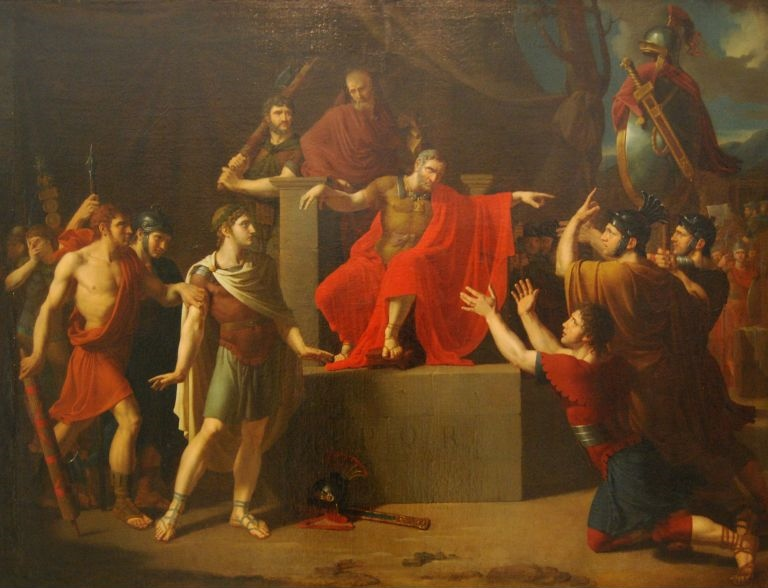
『息子たちを死刑に処するブルータス』1785年
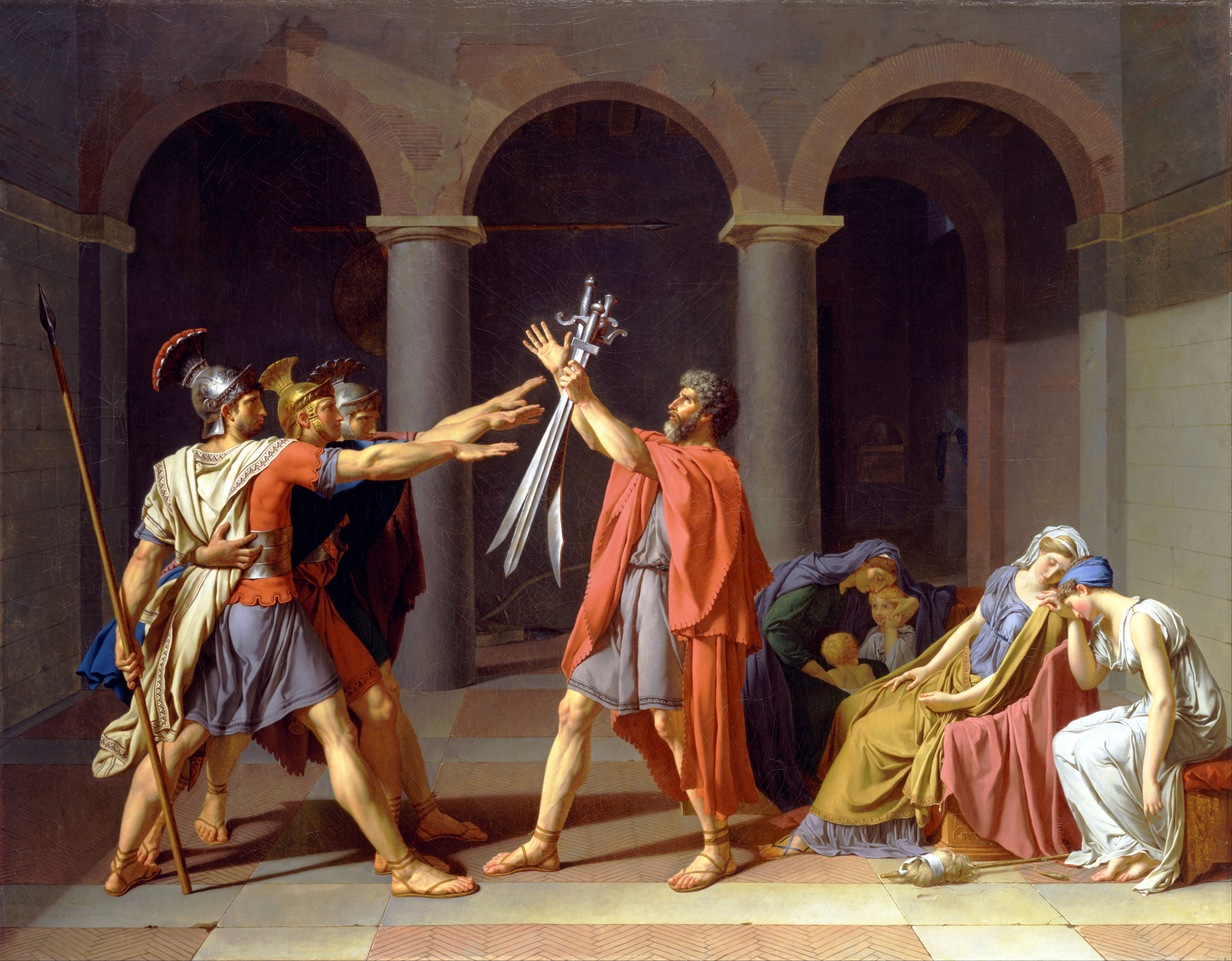
『ホラティウス兄弟の誓い』（ダヴィッドのオリジナルのコピー）1786年 トレド美術館所蔵
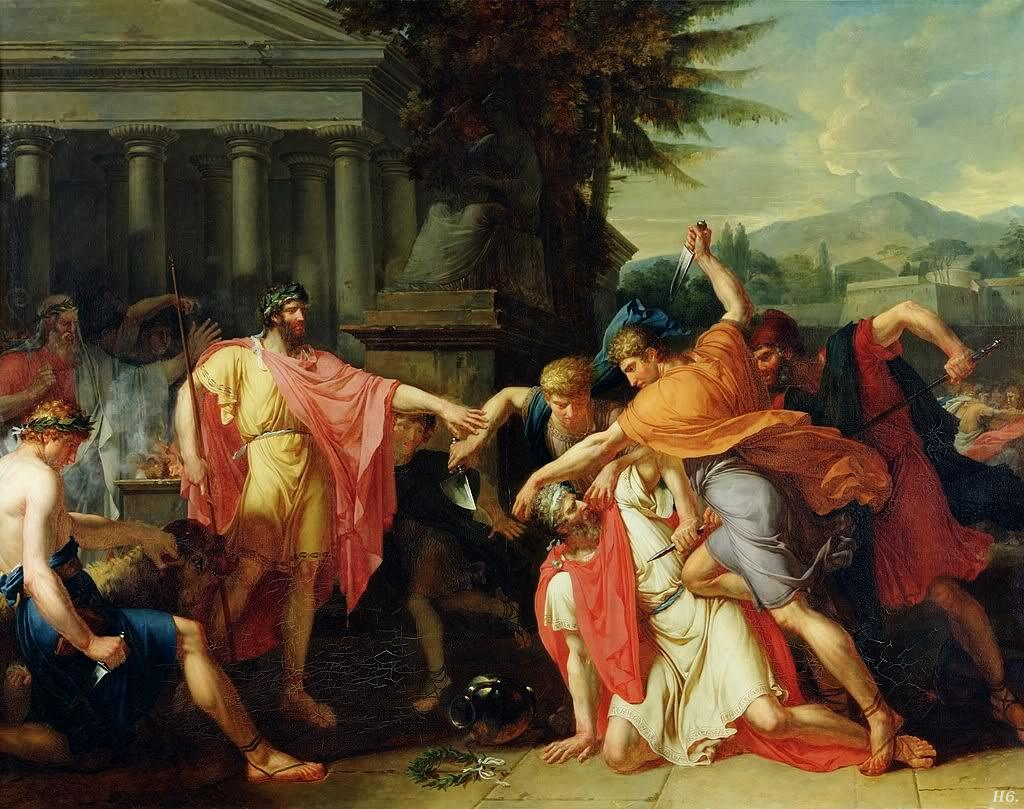
『タティウスの死』1788年 アンジェ美術館所蔵
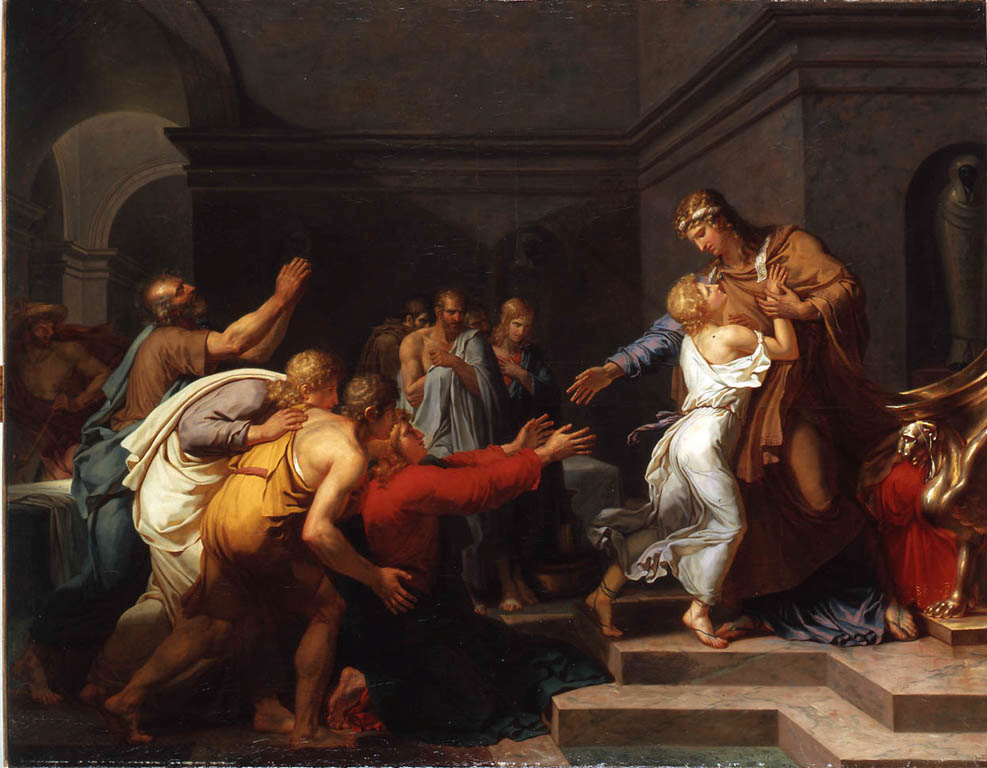
『兄弟たちによって認知されたヨセフ』1789年 エコール・デ・ボザール所蔵
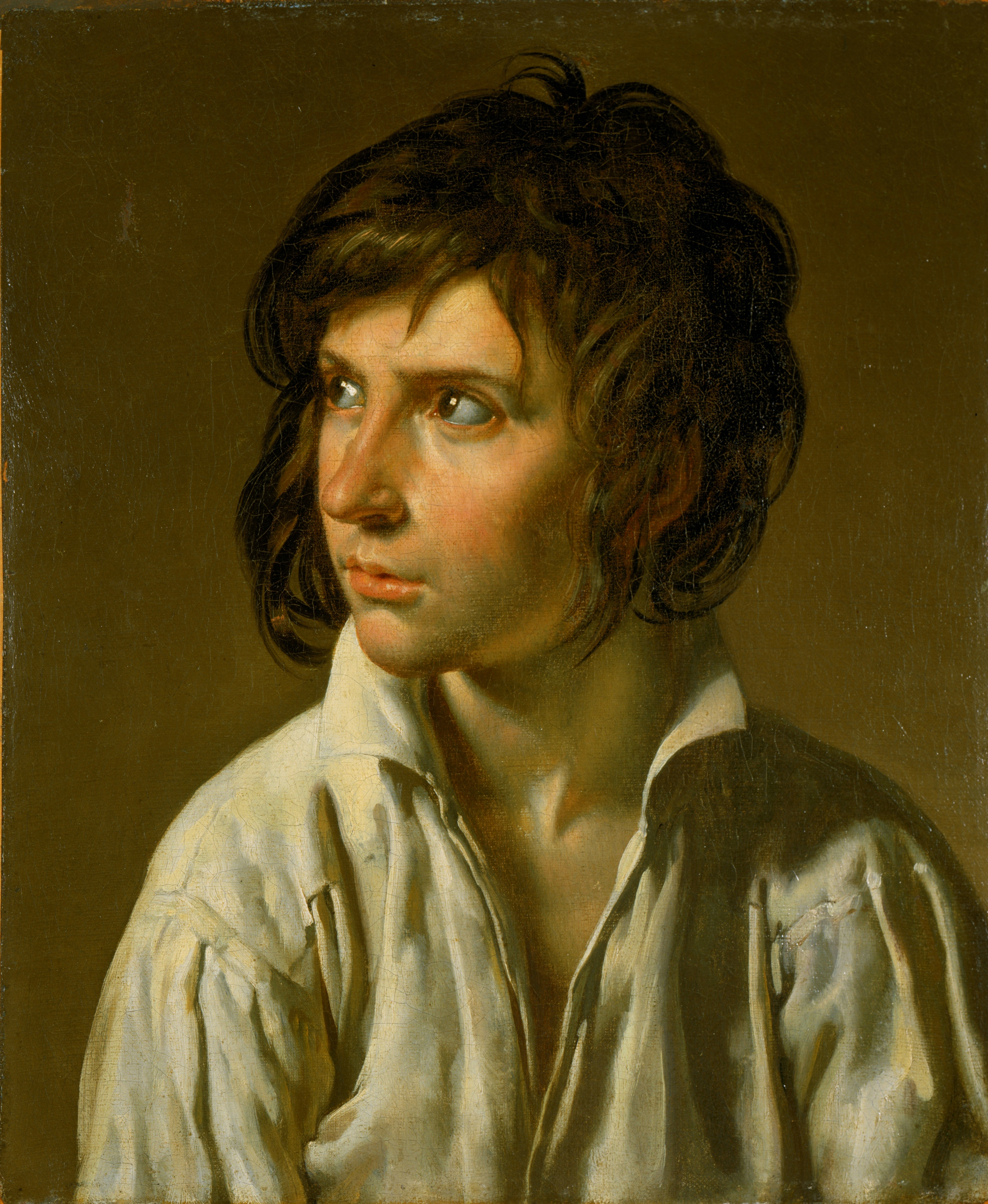
『青年の肖像』1795年 スミス大学美術館（英語版）所蔵
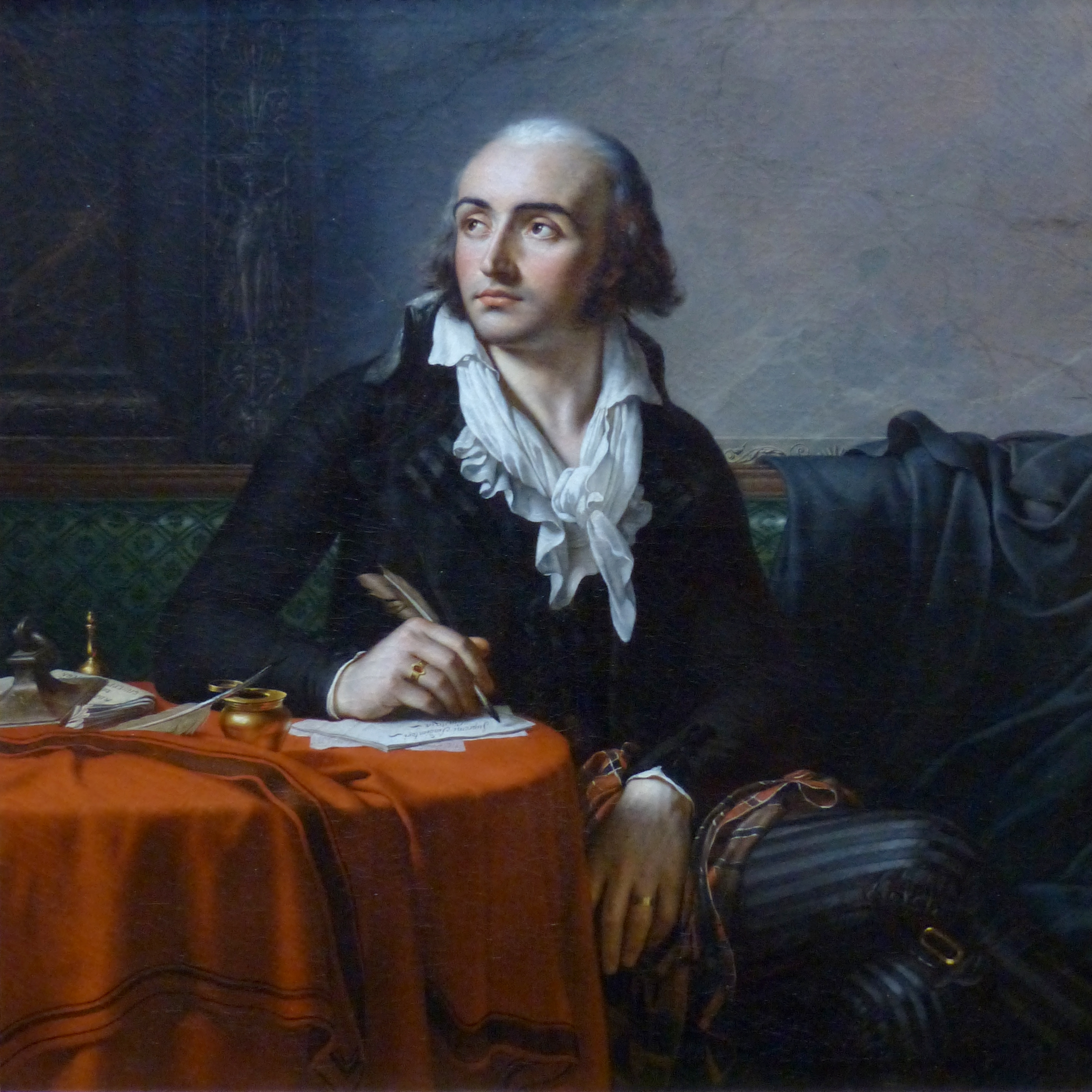
『ジュゼッペ・フラヴェガの肖像』1796年 マルセイユ美術館所蔵
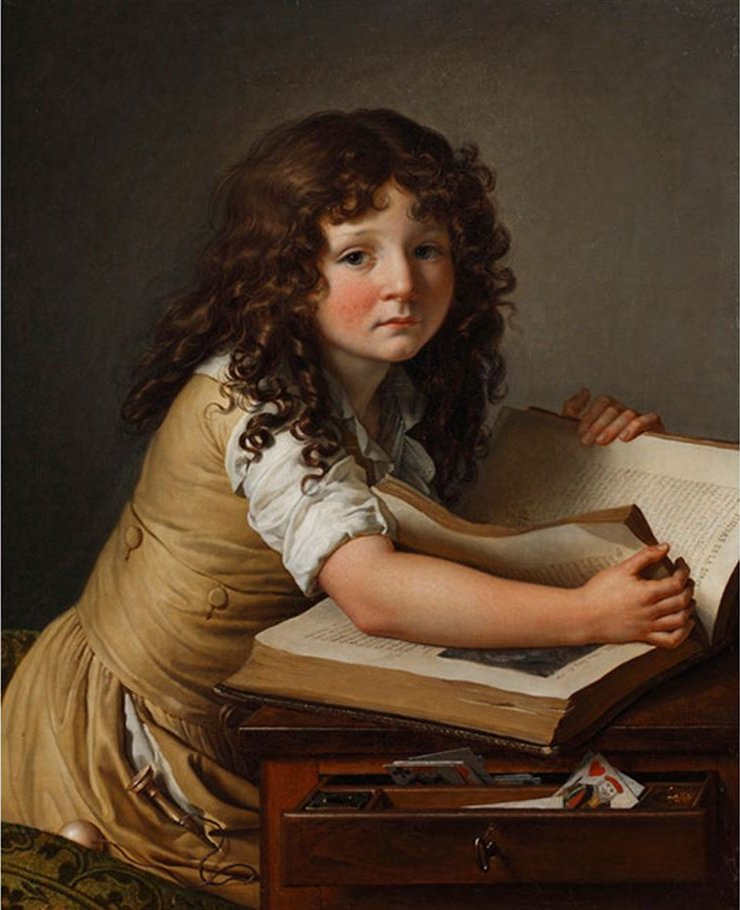
『本の中の人物を見ているブノワ＝アニェス・トリオソン』1797年 ジロデ美術館（フランス語版）所蔵
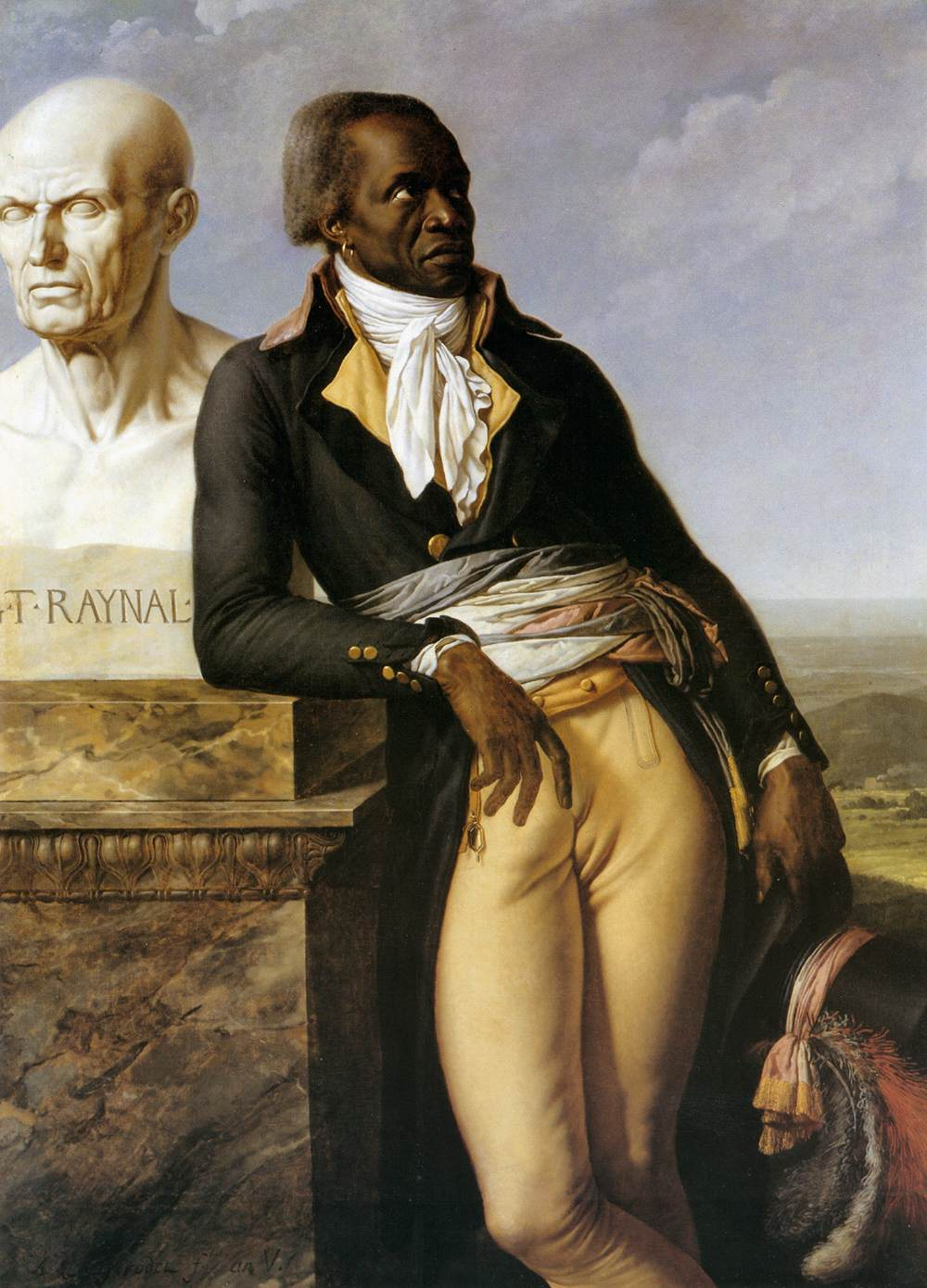
『ジャン＝バティスト・ベレーの肖像』1797年 ヴェルサイユ宮殿所蔵
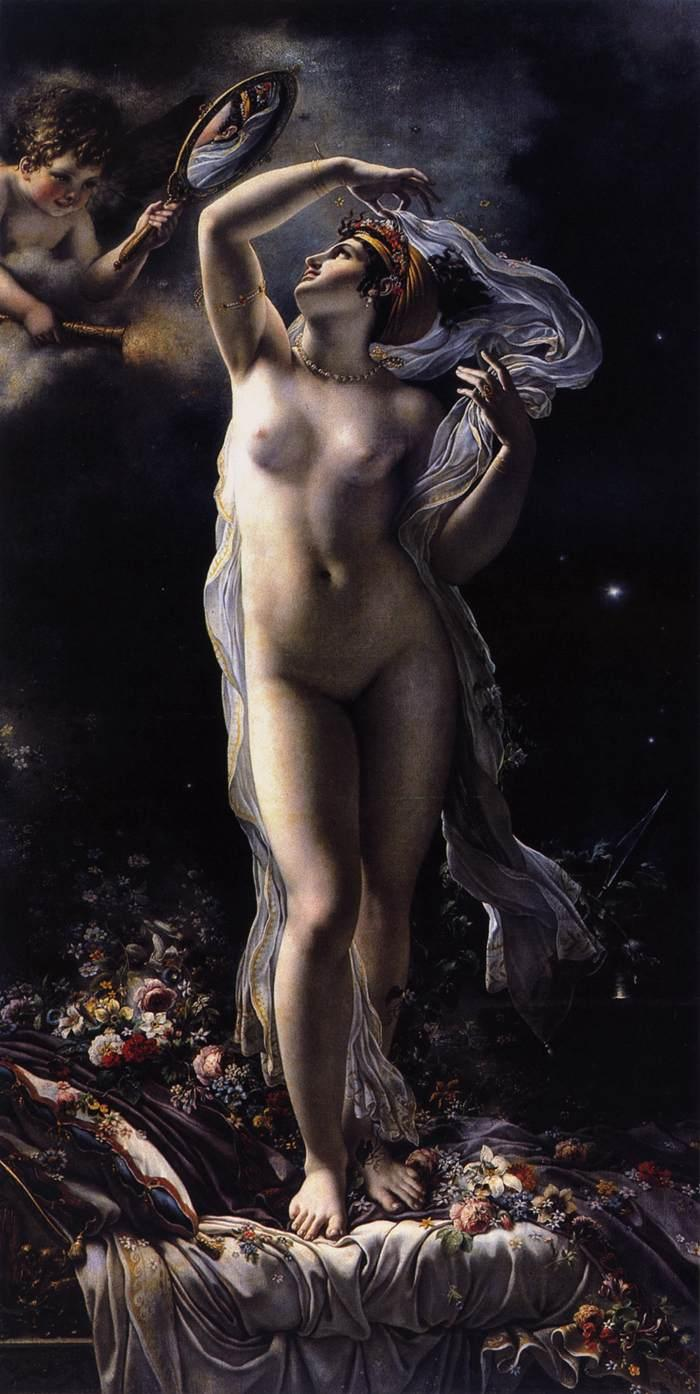
『女神ヴィーナス』1798年 ライプツィヒ造形美術館所蔵
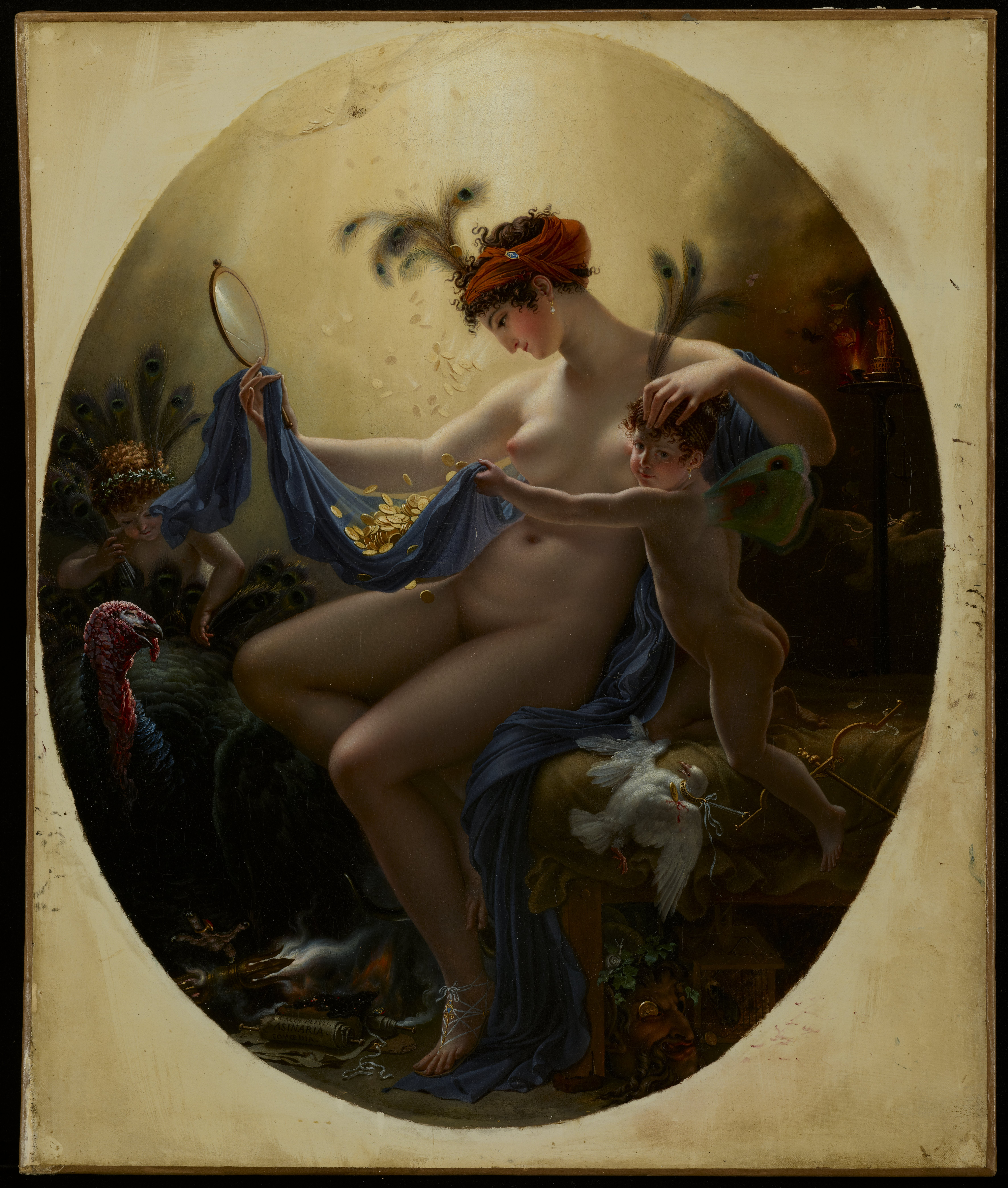
『ダナエ』1799年 ミネアポリス美術館所蔵
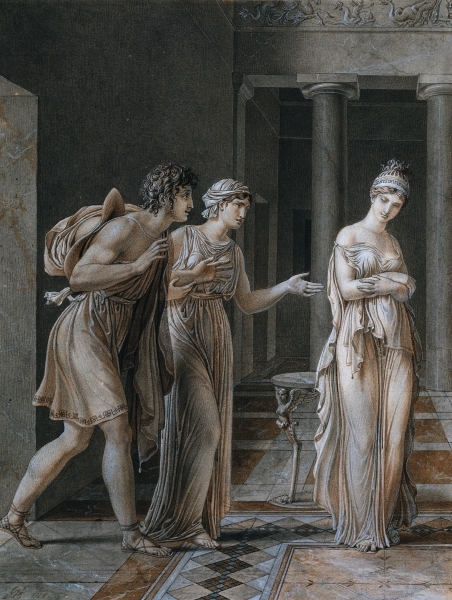
『オレステスとヘルミオネの出会い』1800年
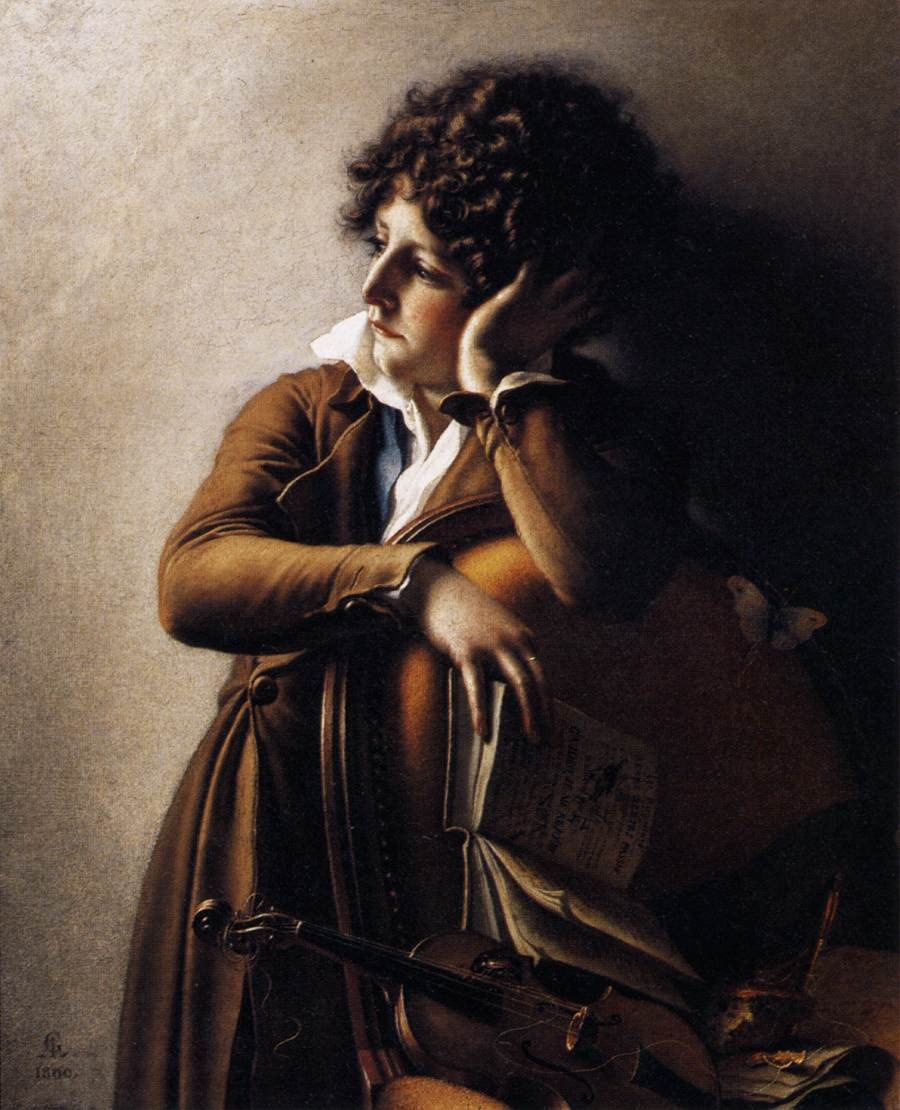
『ブノワ＝アニェス・トリオゾン』1800年 ルーヴル美術館所蔵
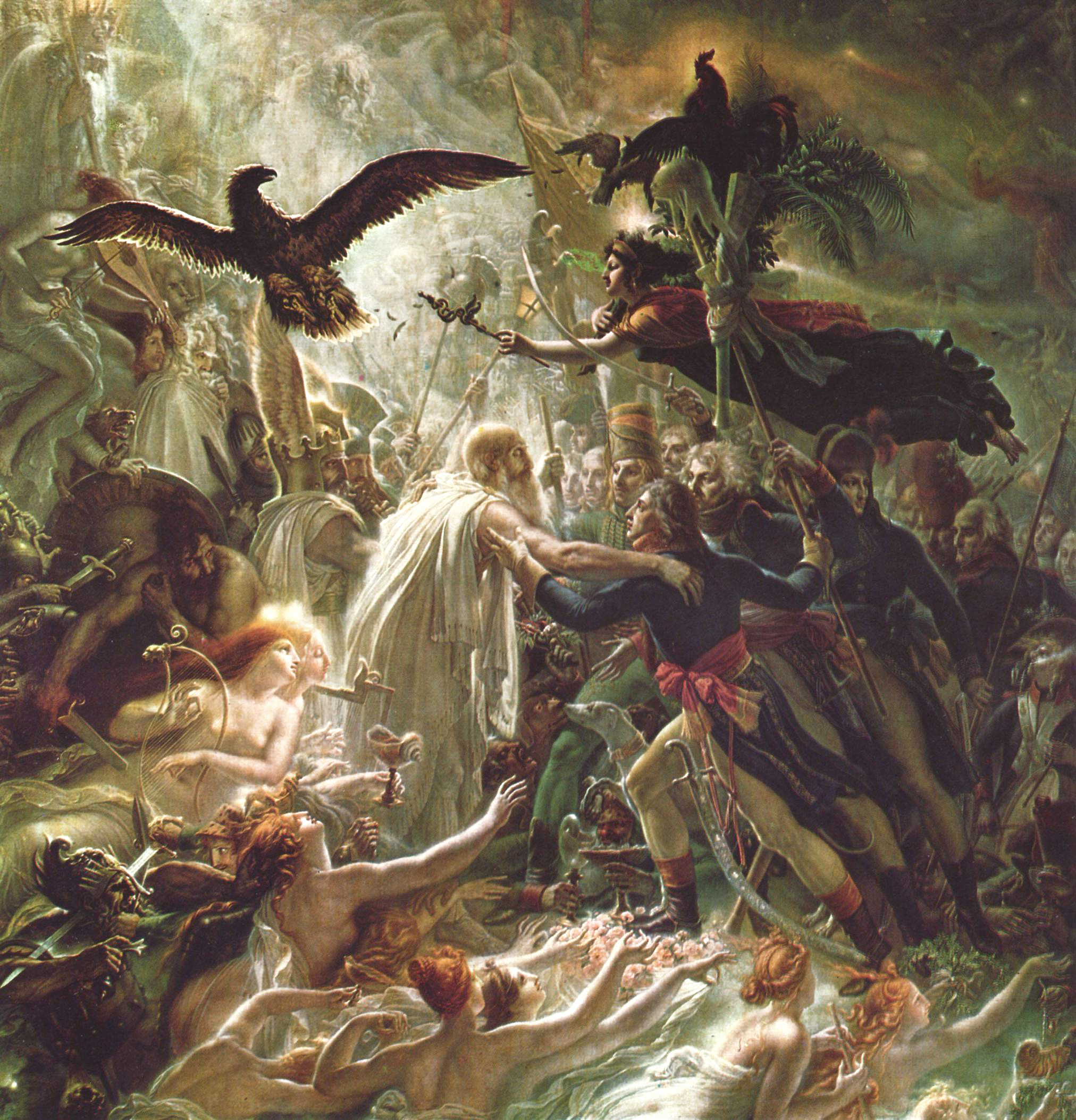
『フランスの英雄の霊魂を受けるオシアンとその兵士たち』1801年 マルメゾン城美術館所蔵
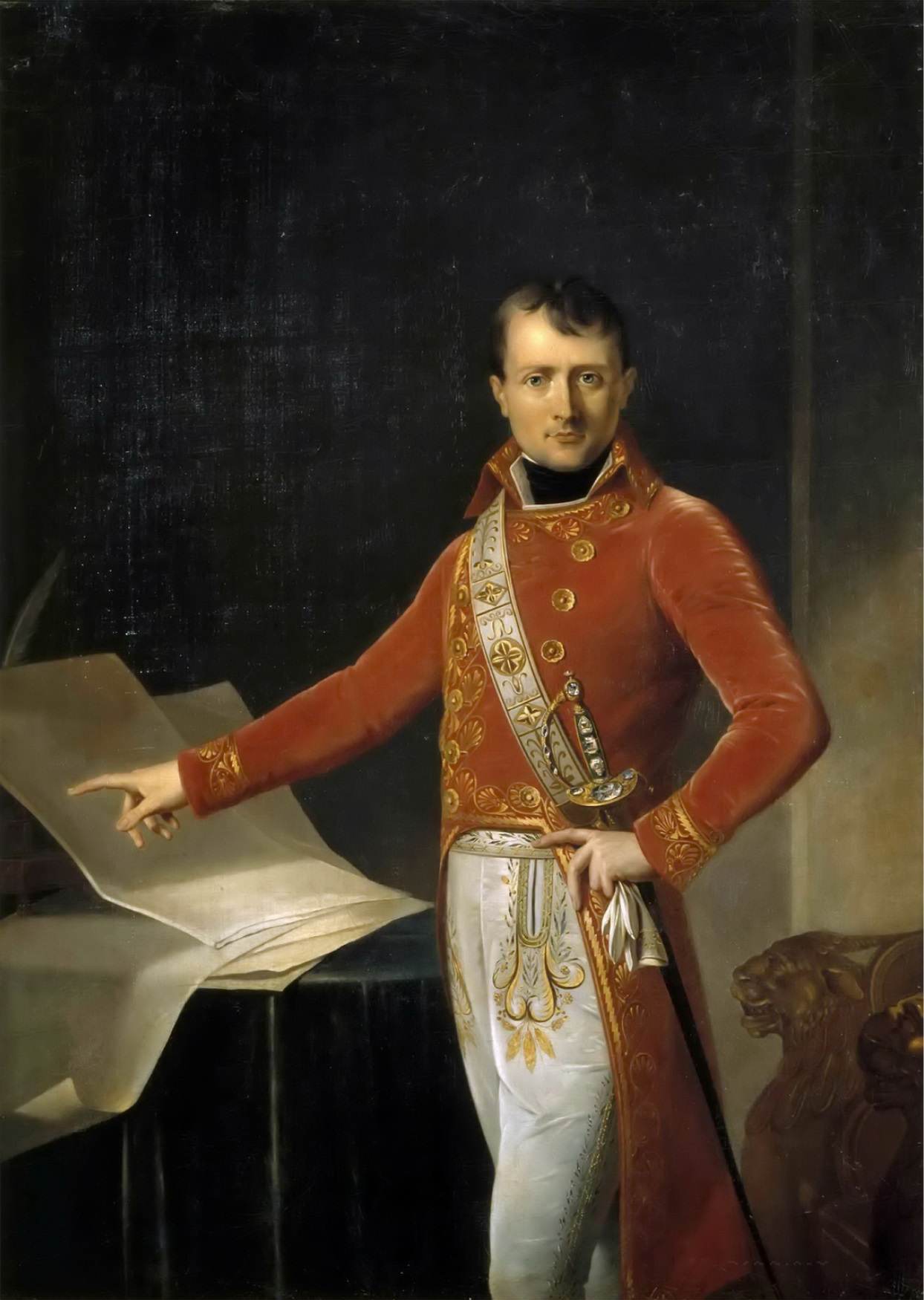
『第一執政官ナポレオン』, エリゼ宮殿所蔵
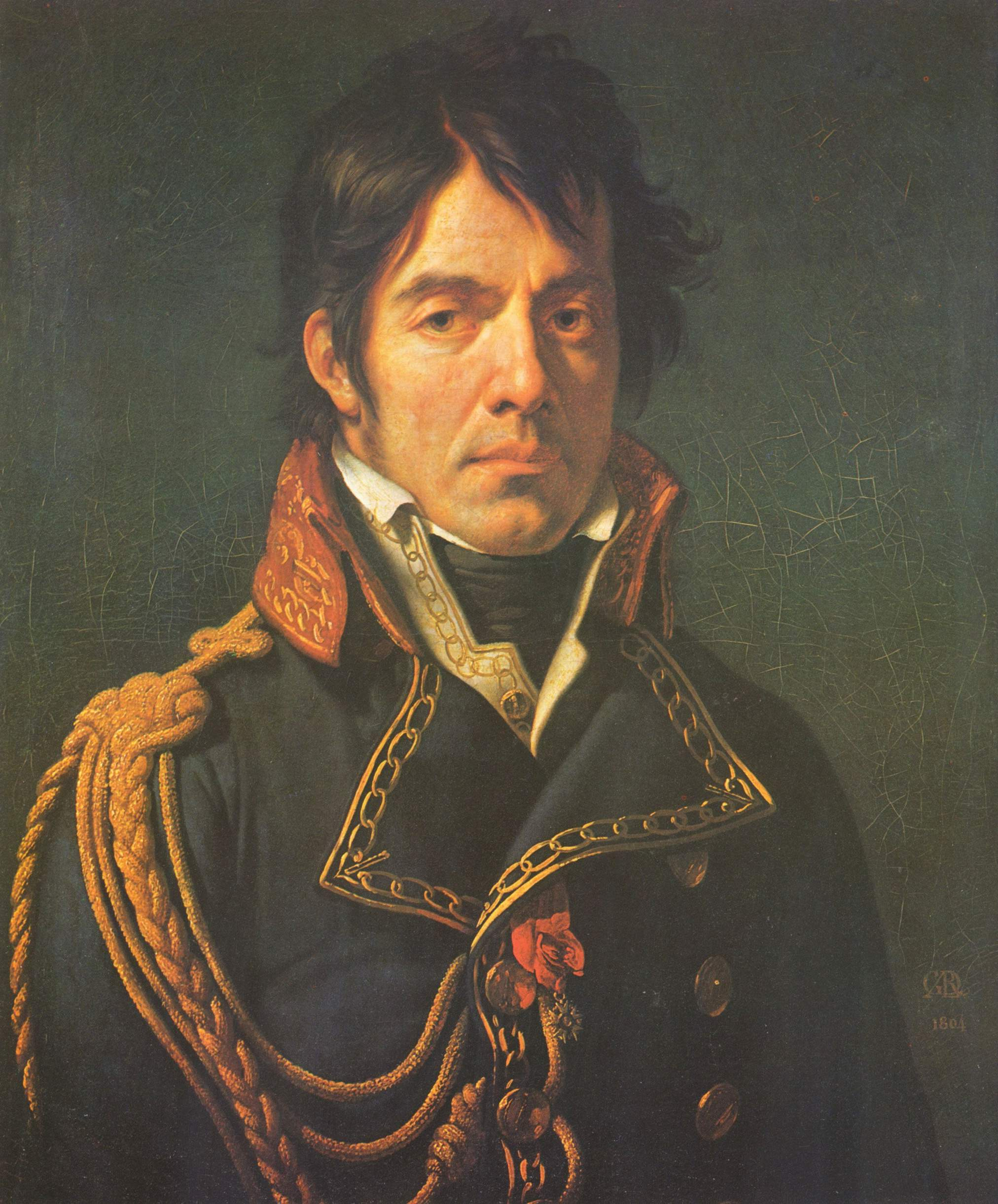
『ドミニク＝ジャン・ラレーの肖像』1804年 ルーヴル美術館所蔵
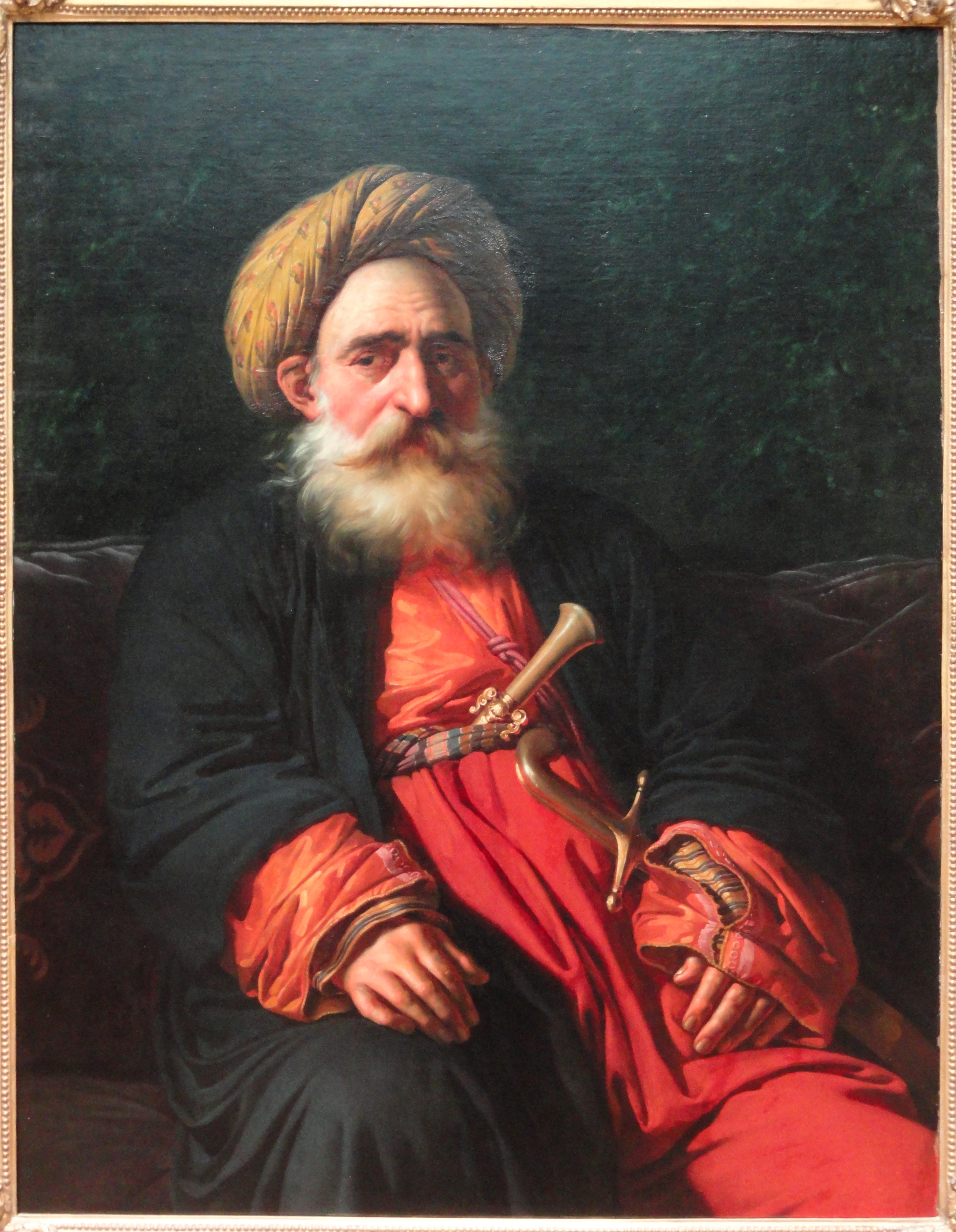
『マムルークのキリスト教徒 Katchef Dahouth の肖像』1804年 シカゴ美術館所蔵
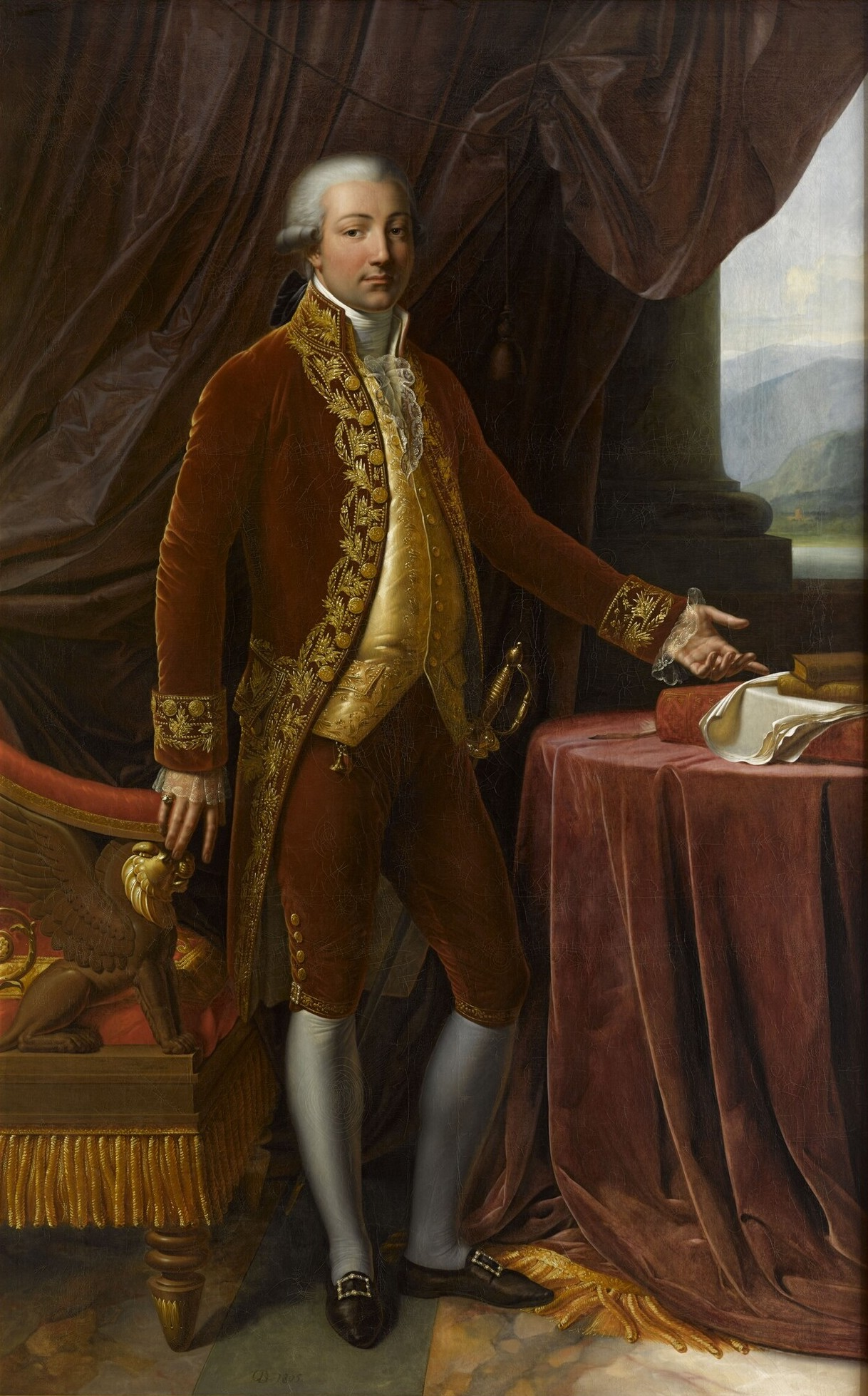
『シャルル・マリ・ボナパルト』1806年
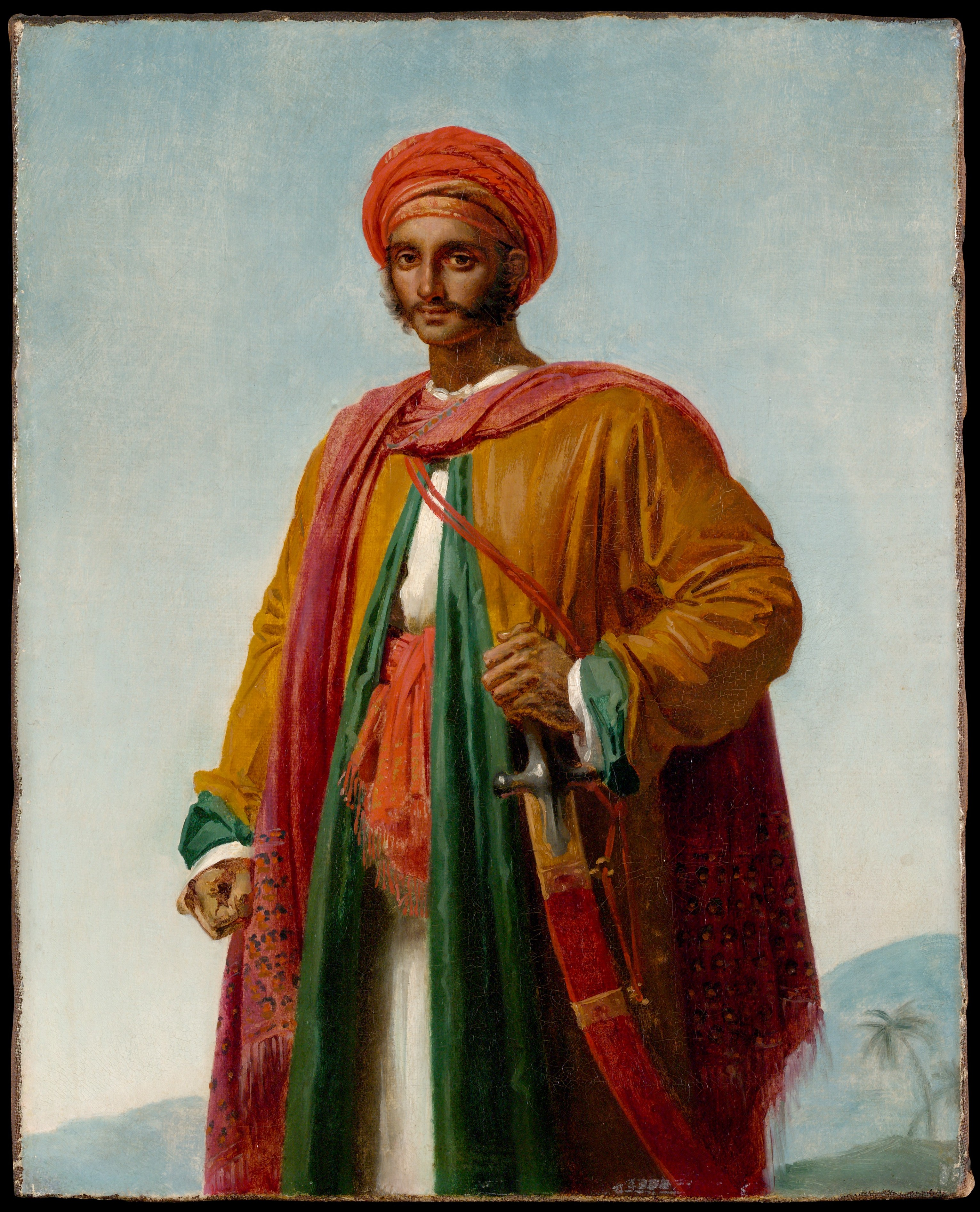
『インド人の肖像のための習作』 1807年 メトロポリタン美術館所蔵
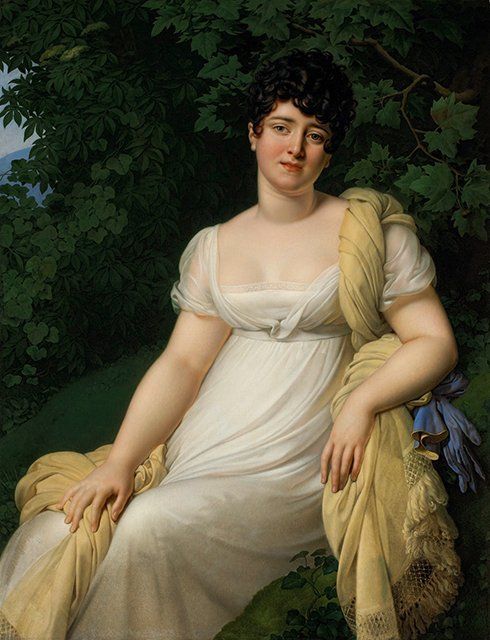
『エルネスト・ビオシュ・ド・ミザリー夫人』1807年 カナダ国立美術館所蔵
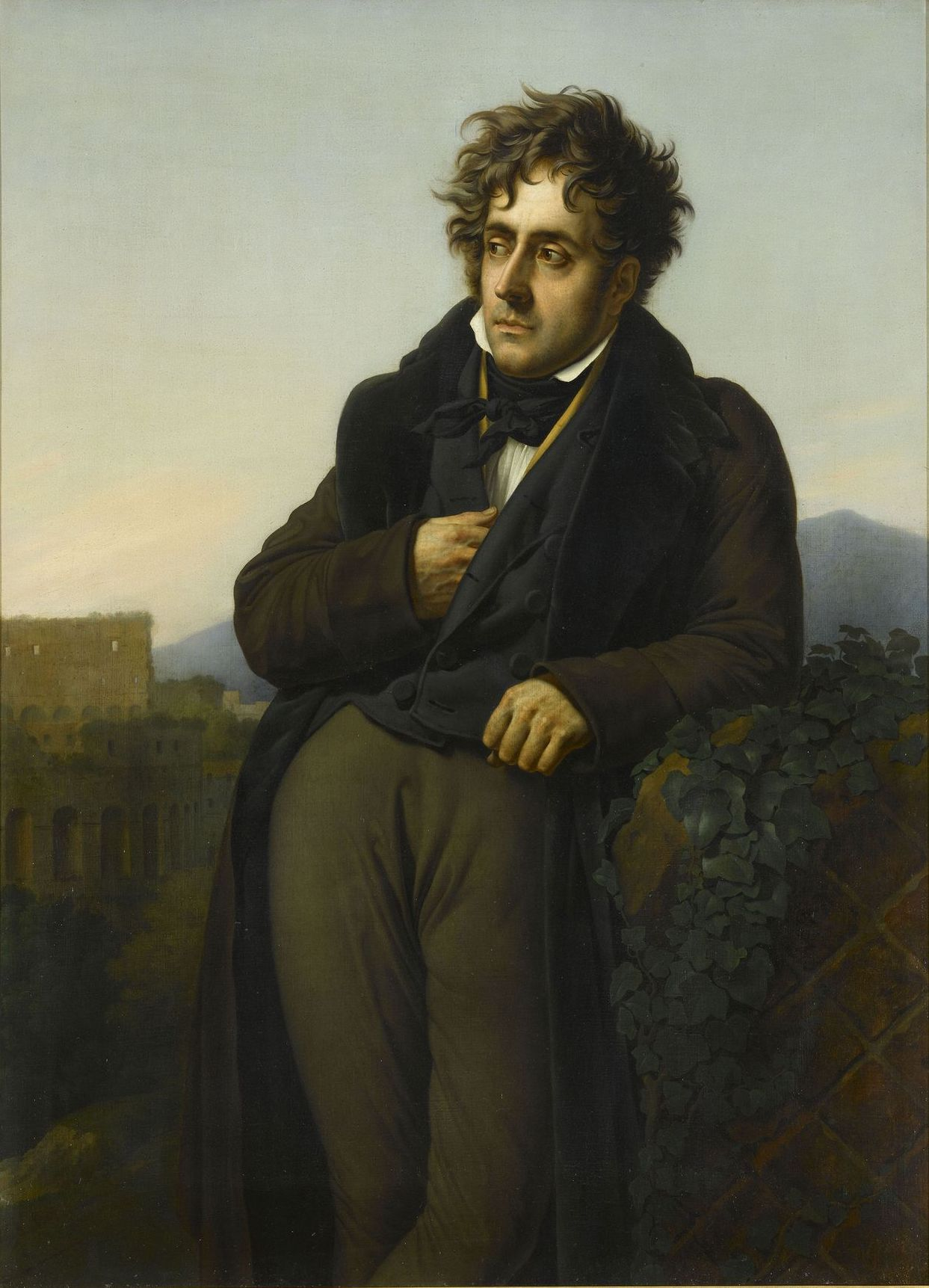
『フランソワ＝ルネ・ド・シャトーブリアンの肖像』1808年 サン・マロ歴史民族博物館（フランス語版）所蔵
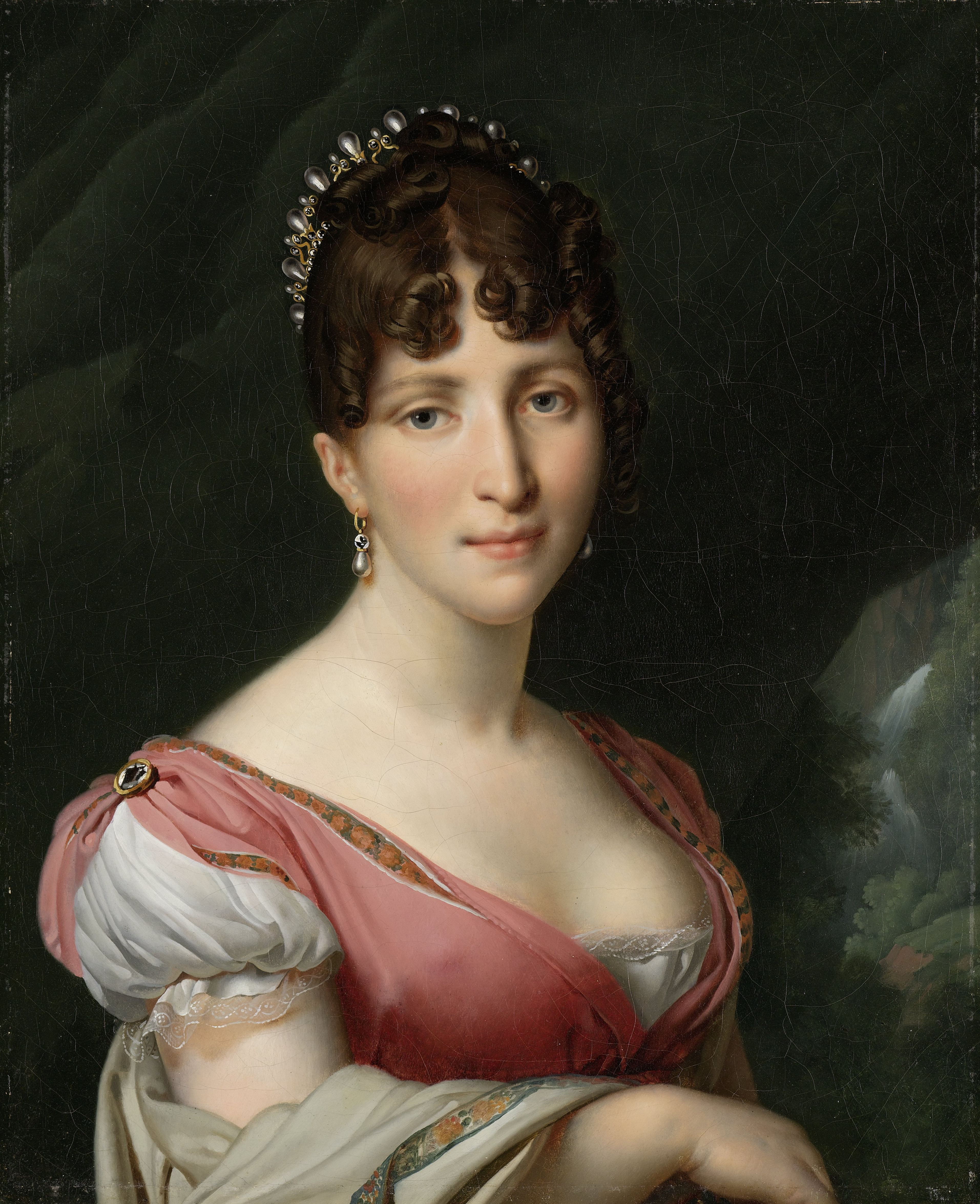
『ホラント女王にしてルイ・ナポレオン王の妻オルタンス・ド・ボアルネの肖像』1809年 アムステルダム国立美術館所蔵
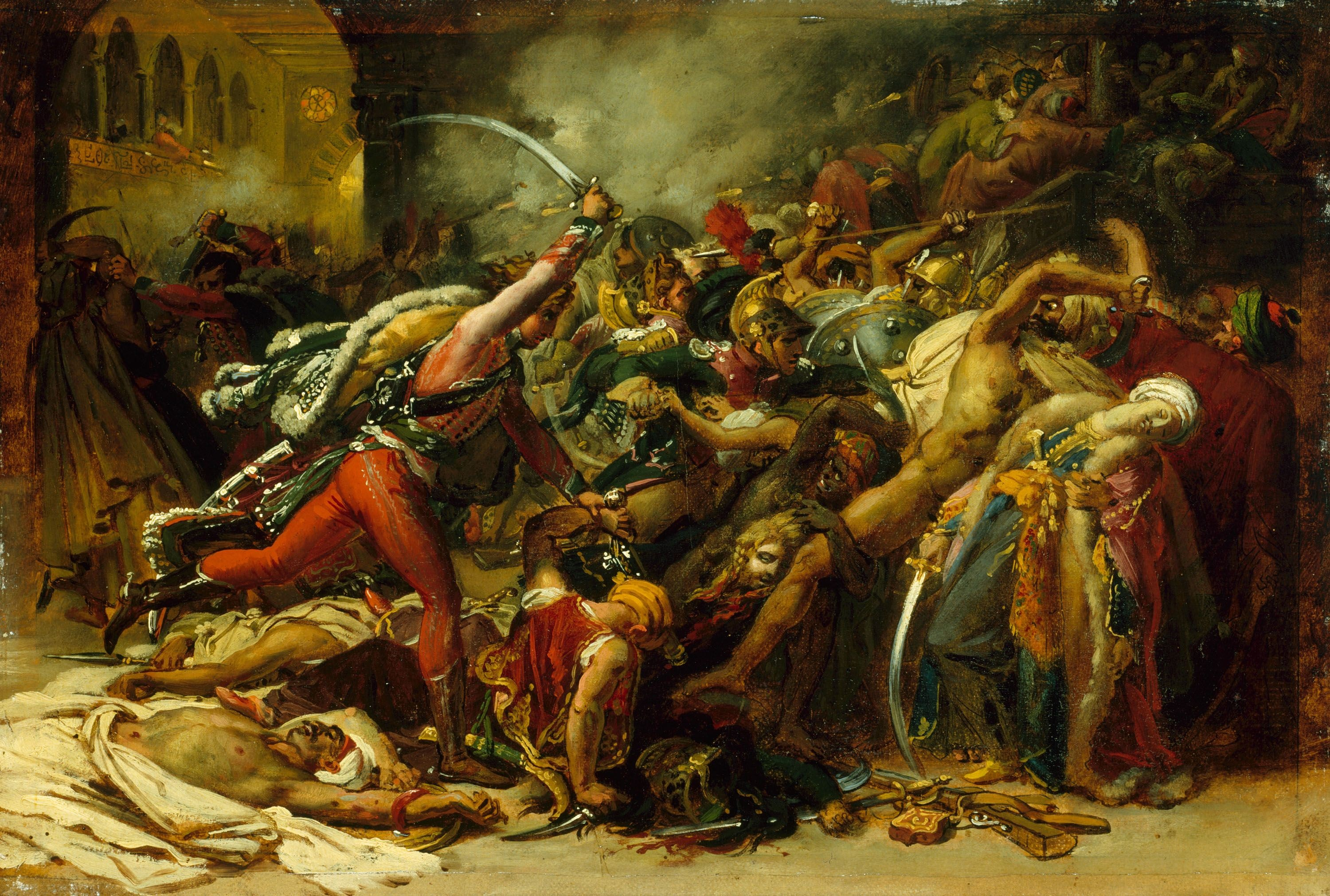
『カイロの反乱』1810年 シカゴ美術館所蔵
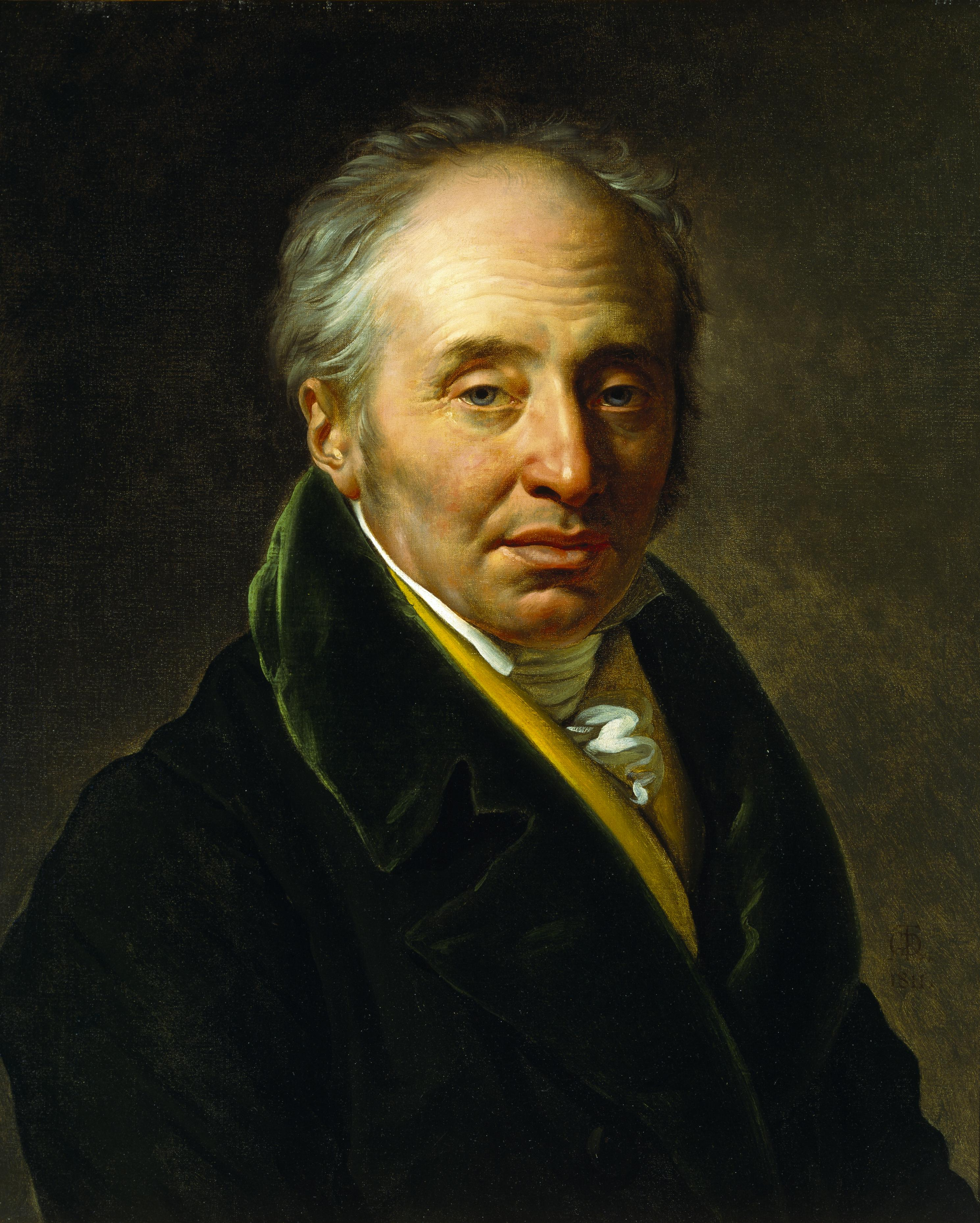
『シャルル・ルイ・バルザックの肖像』1811年 ダラス美術館所蔵
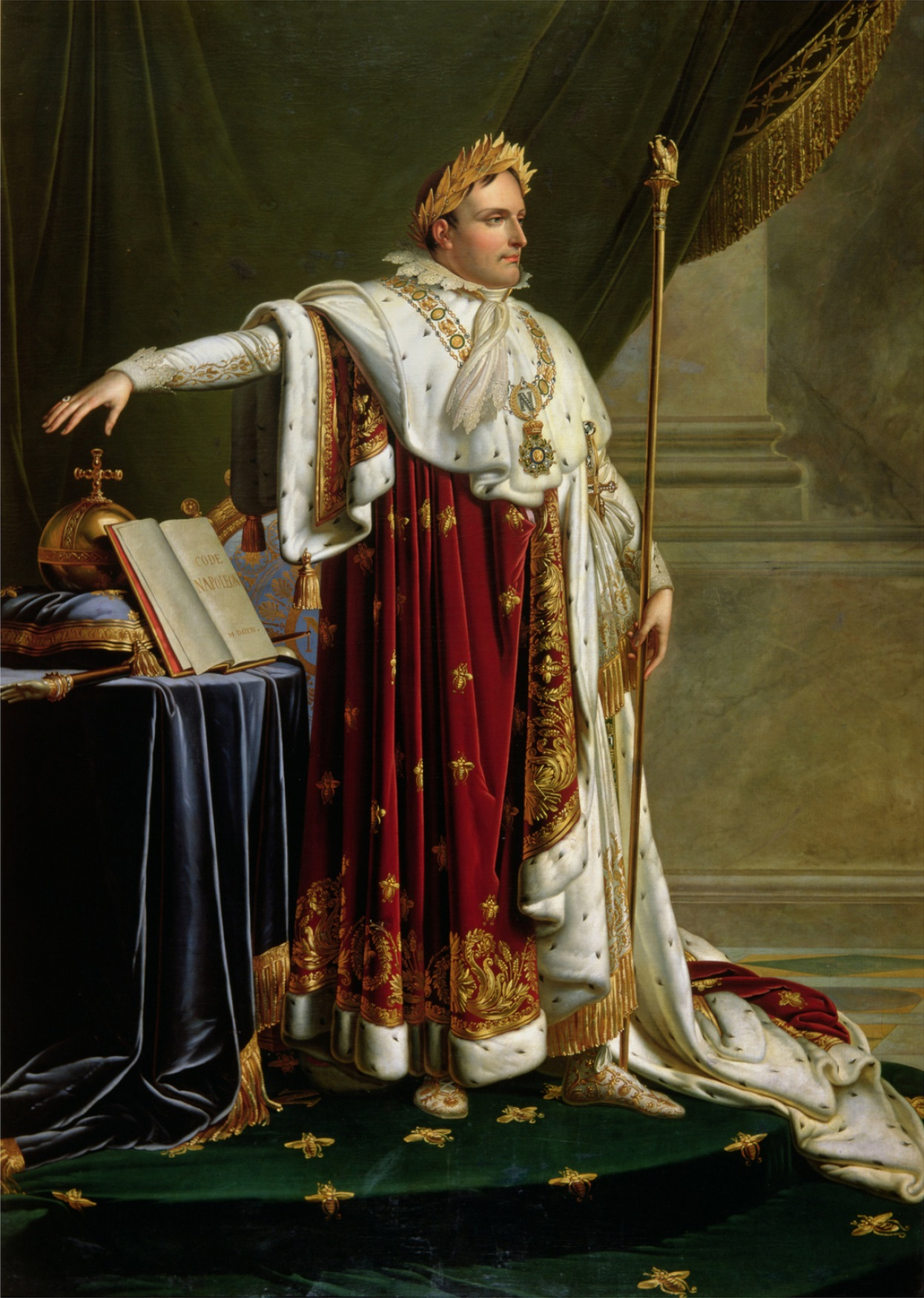
『戴冠衣装のナポレオン1世』1812年 ボウズ美術館（英語版）所蔵
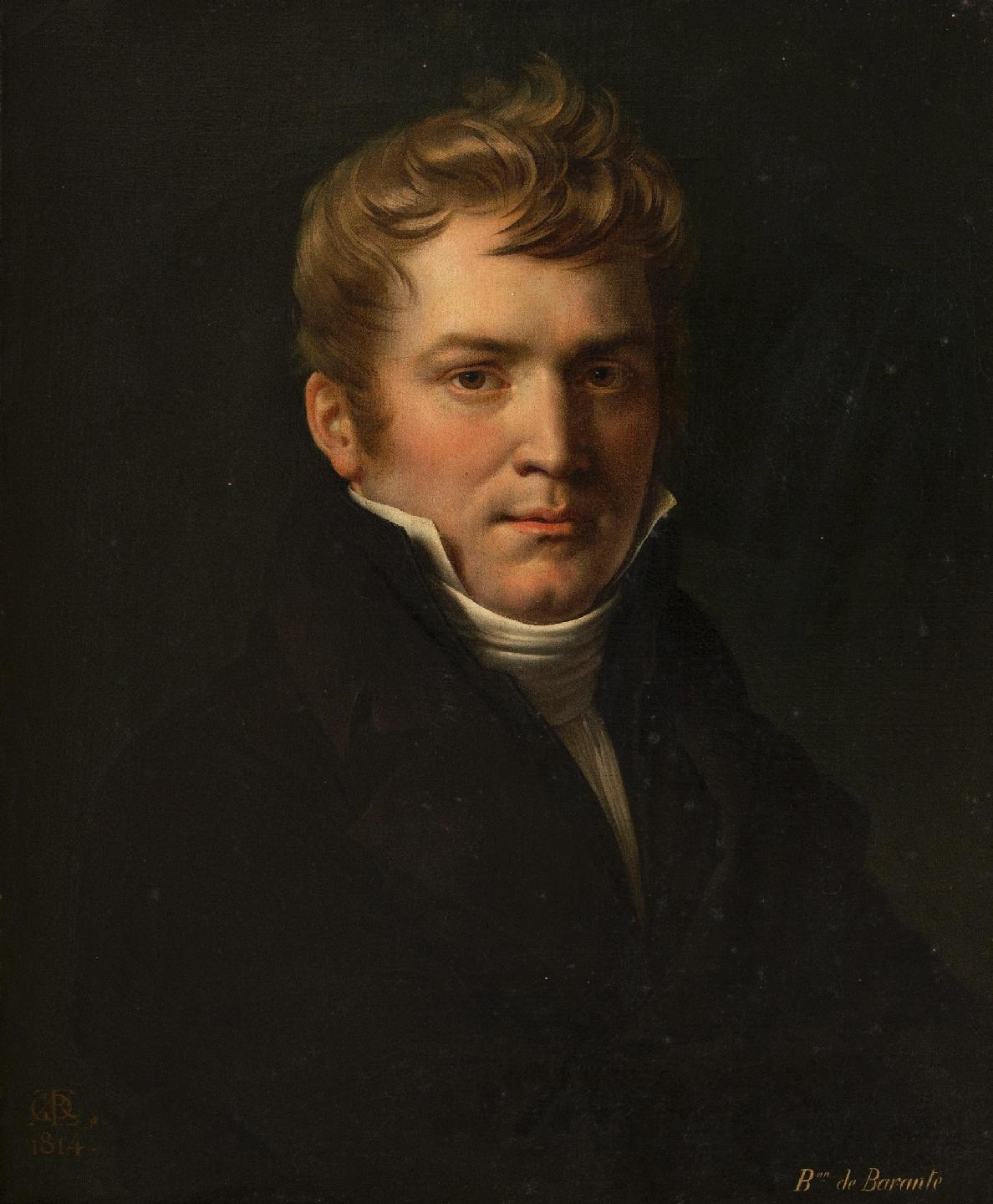
『アマブル＝ギヨーム＝プロスペ・ブルジエール・ド・バラント
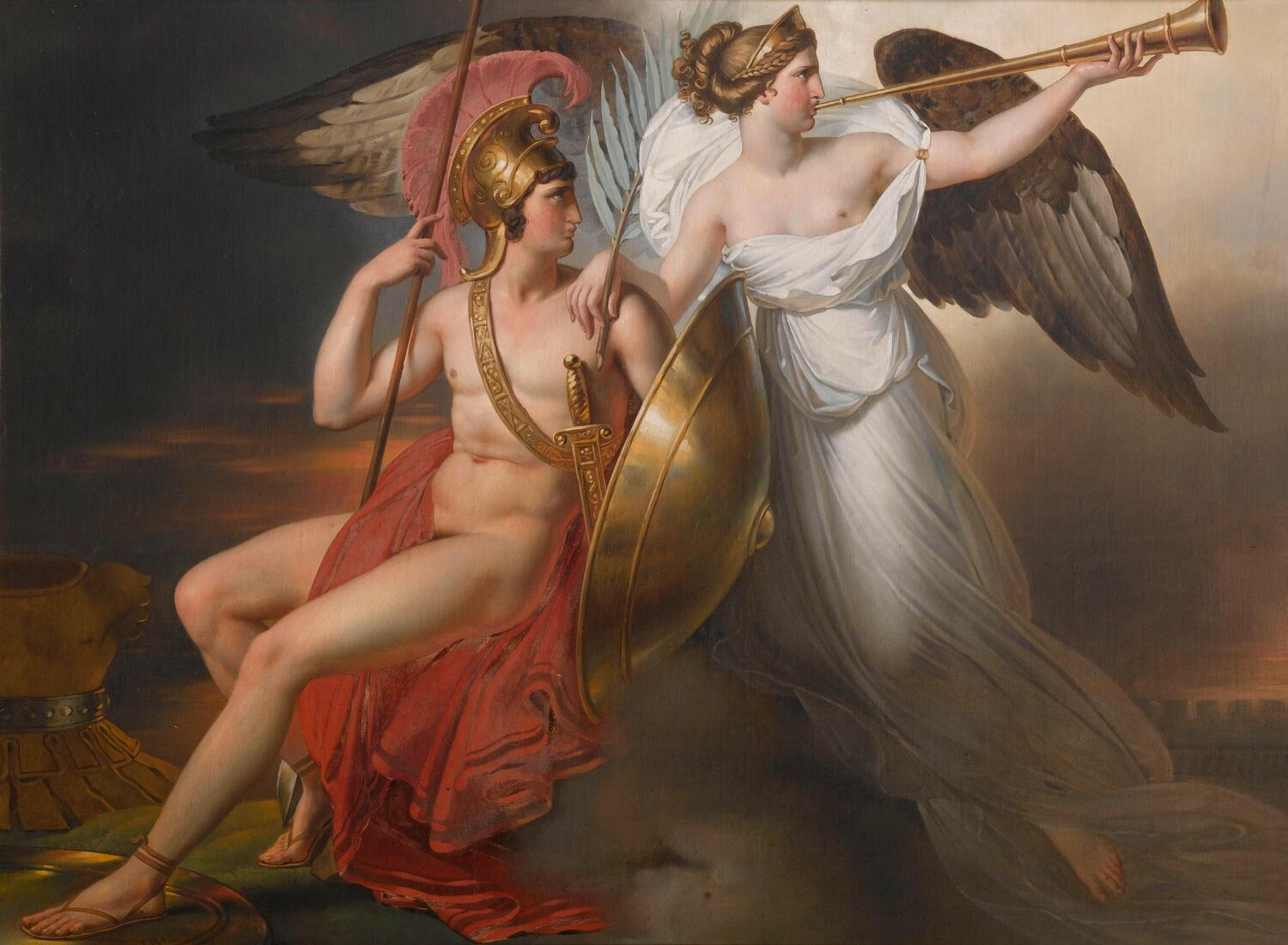
『勝利の寓意』1815年 コンピエーニュ城（英語版）所蔵
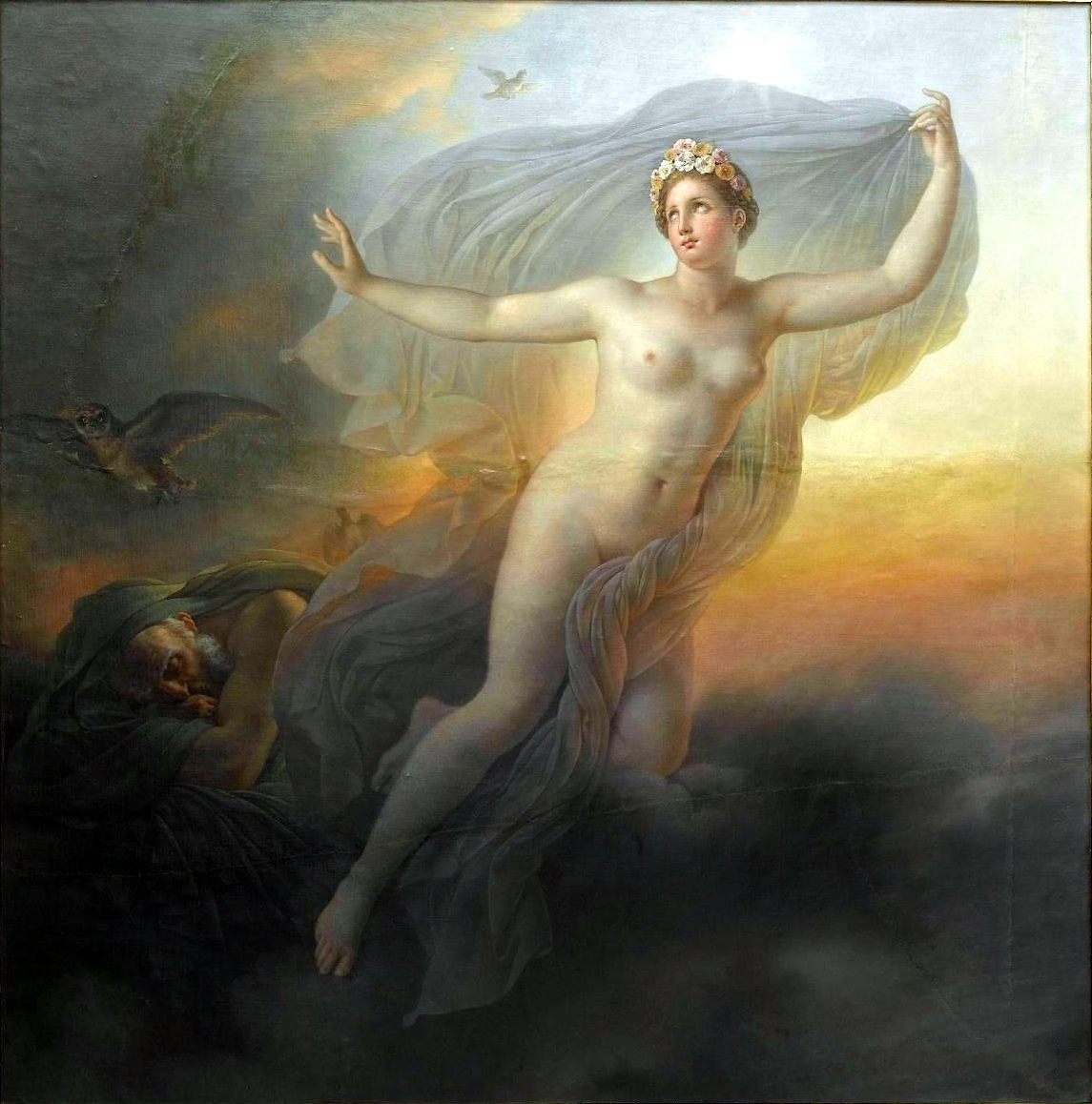
『アウロラ』1815年 コンピエーニュ城所蔵
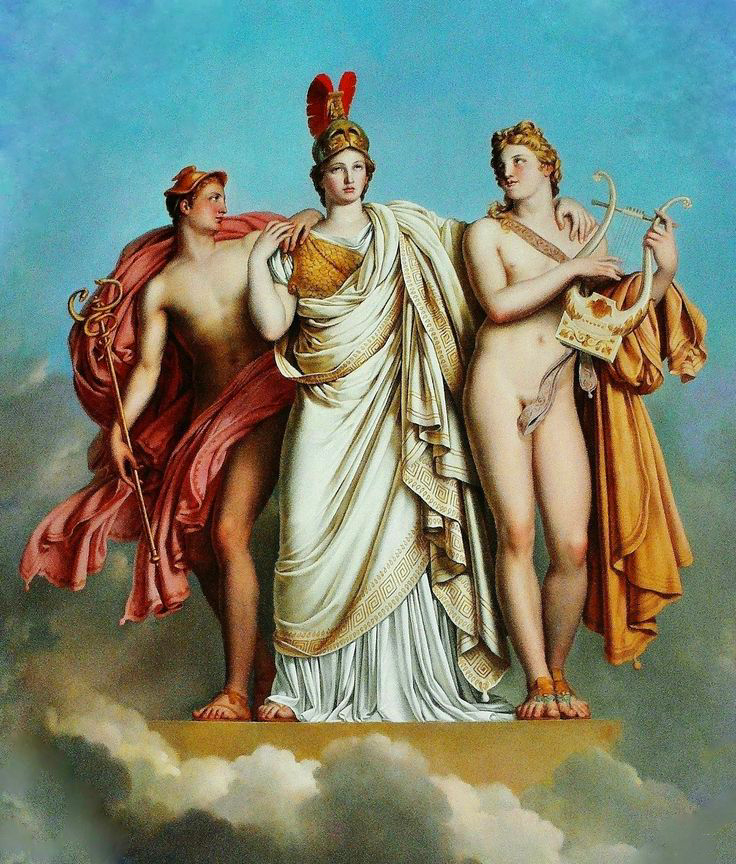
『アポロンとメルクリウスの間のミネルヴァ』 1815年コンピエーニュ城所蔵
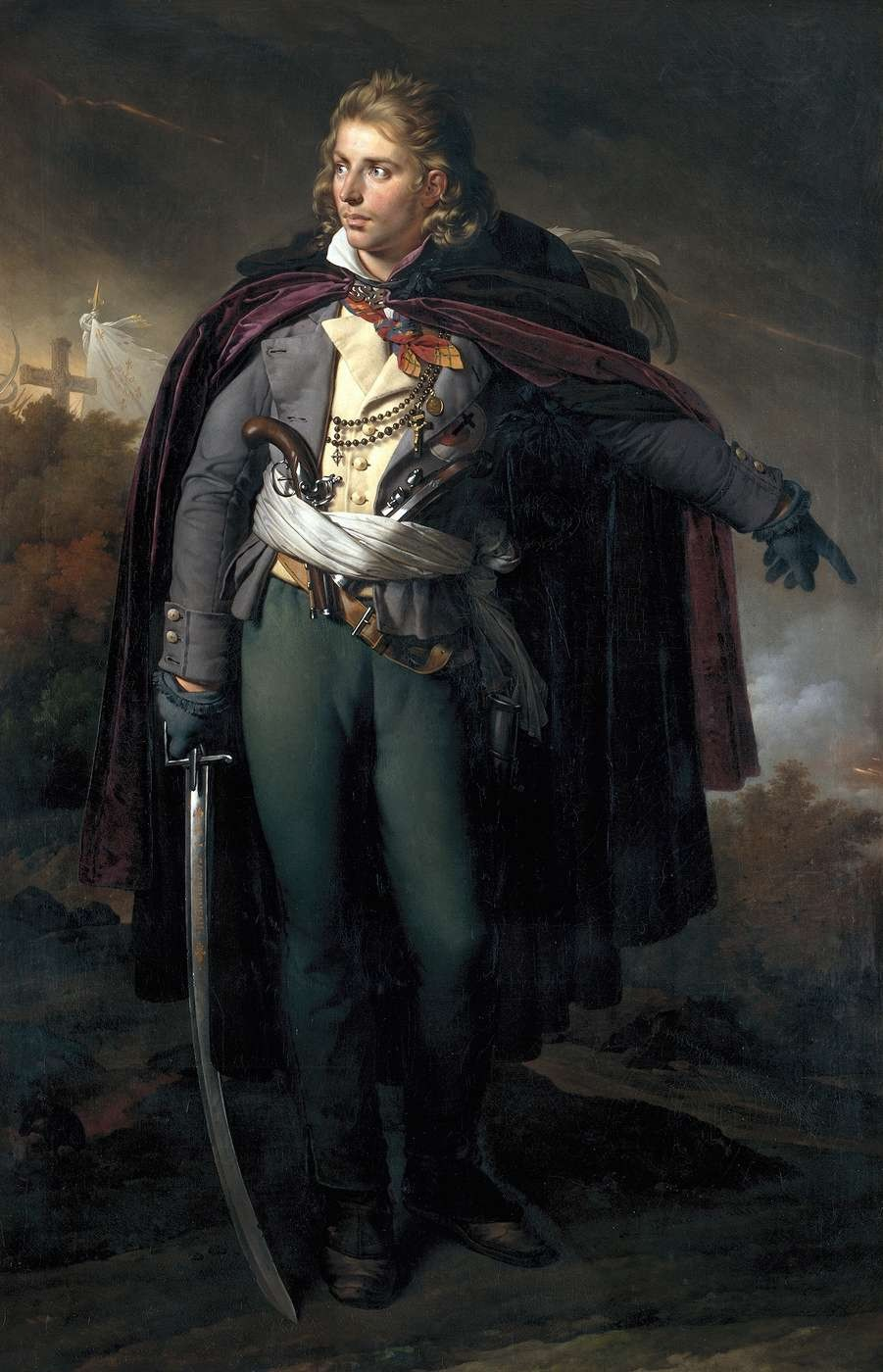
『ヴァンデ大元帥ジャック・カトリノー』1816年 ショレ美術歴史博物館（フランス語版）所蔵
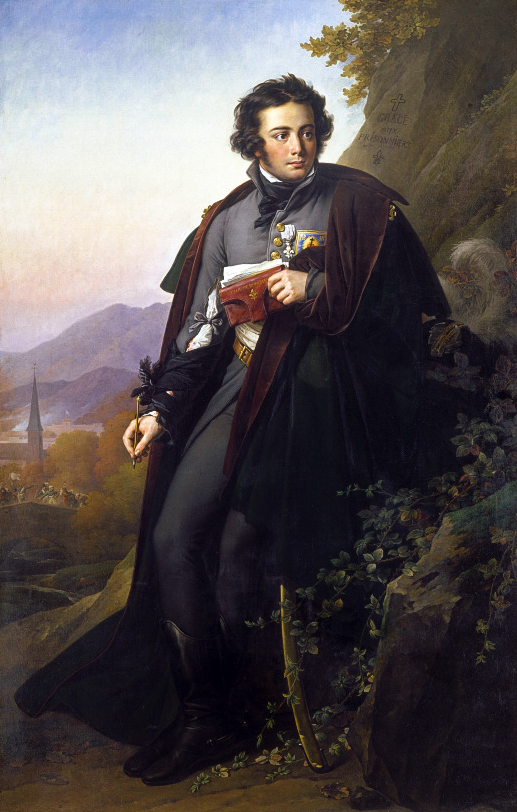
『シャルル・アルトゥス・デ・ボンシャン』1816年 ショレ美術歴史博物館所蔵
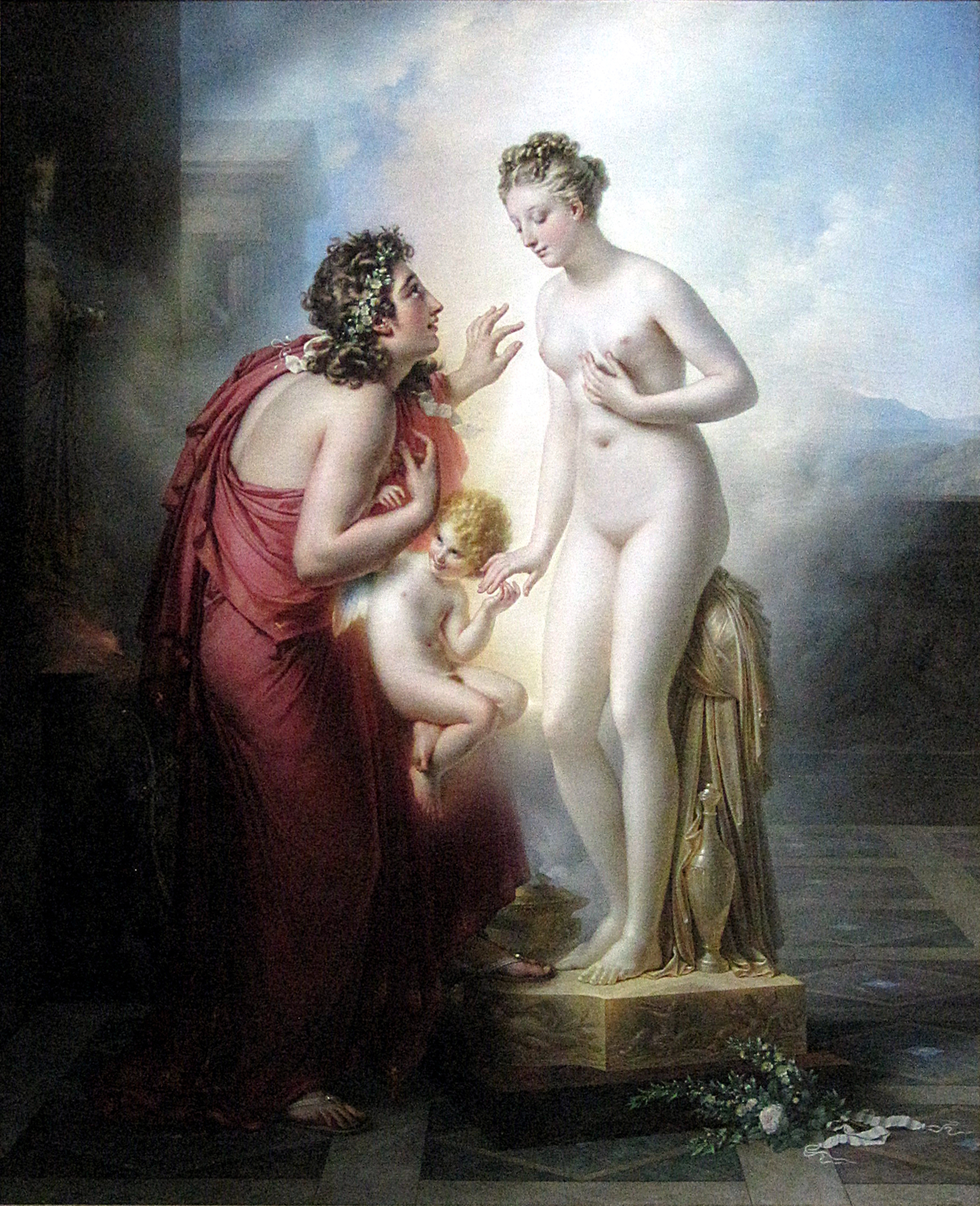
『ピグマリオンとガラテイア』1819年 ダンピエール城（英語版）
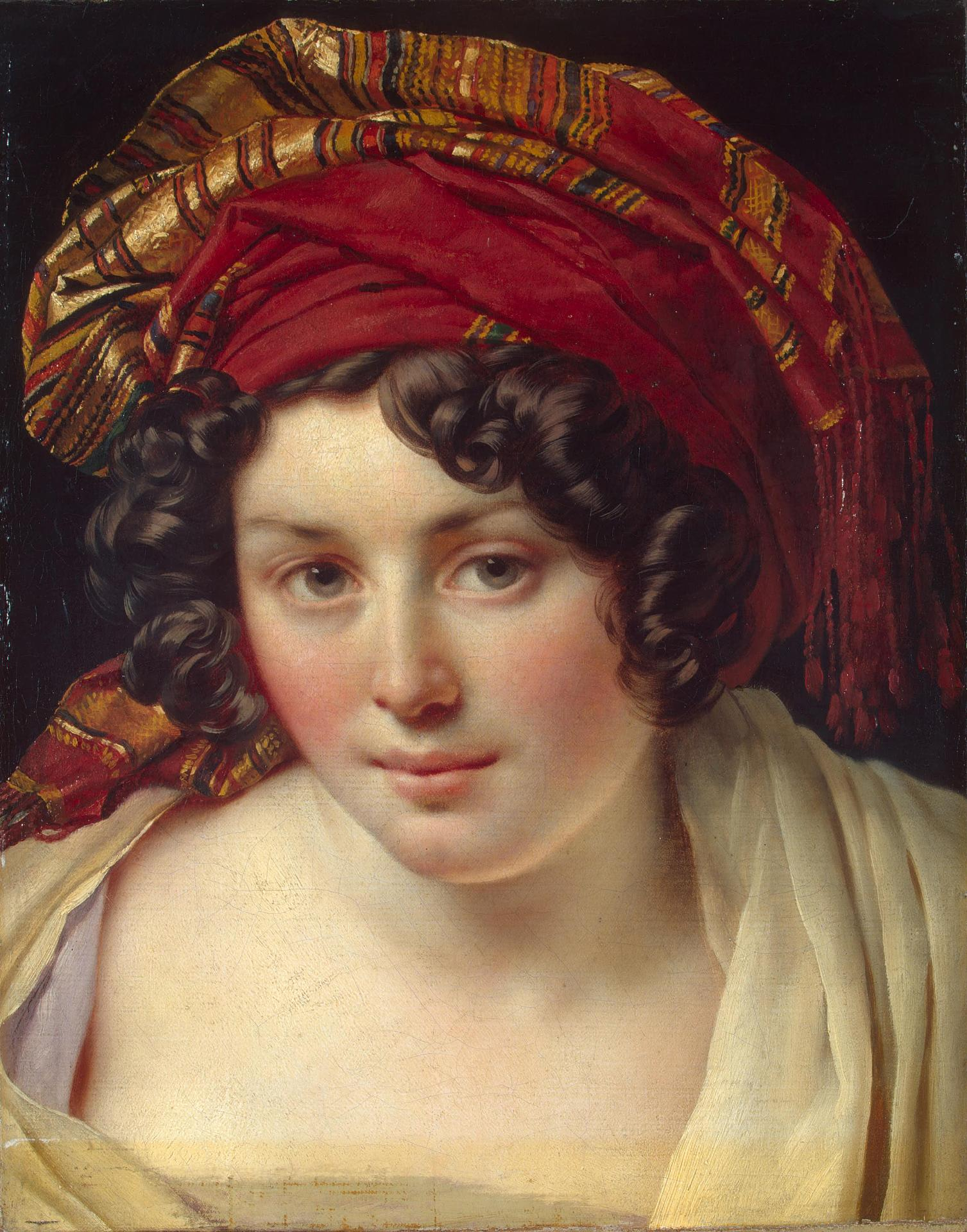
『ターバンの女性の頭部』1820年 エルミタージュ美術館所蔵
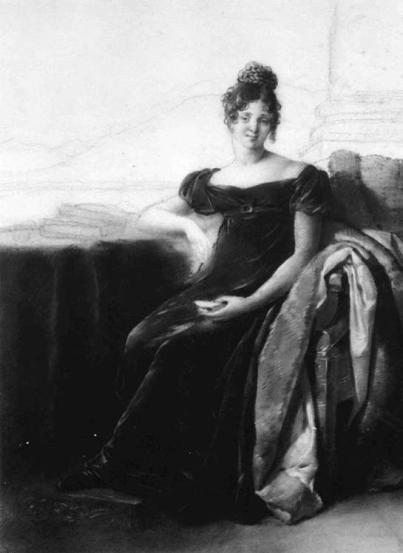
『座っているレイゼ夫人の肖像』1820年
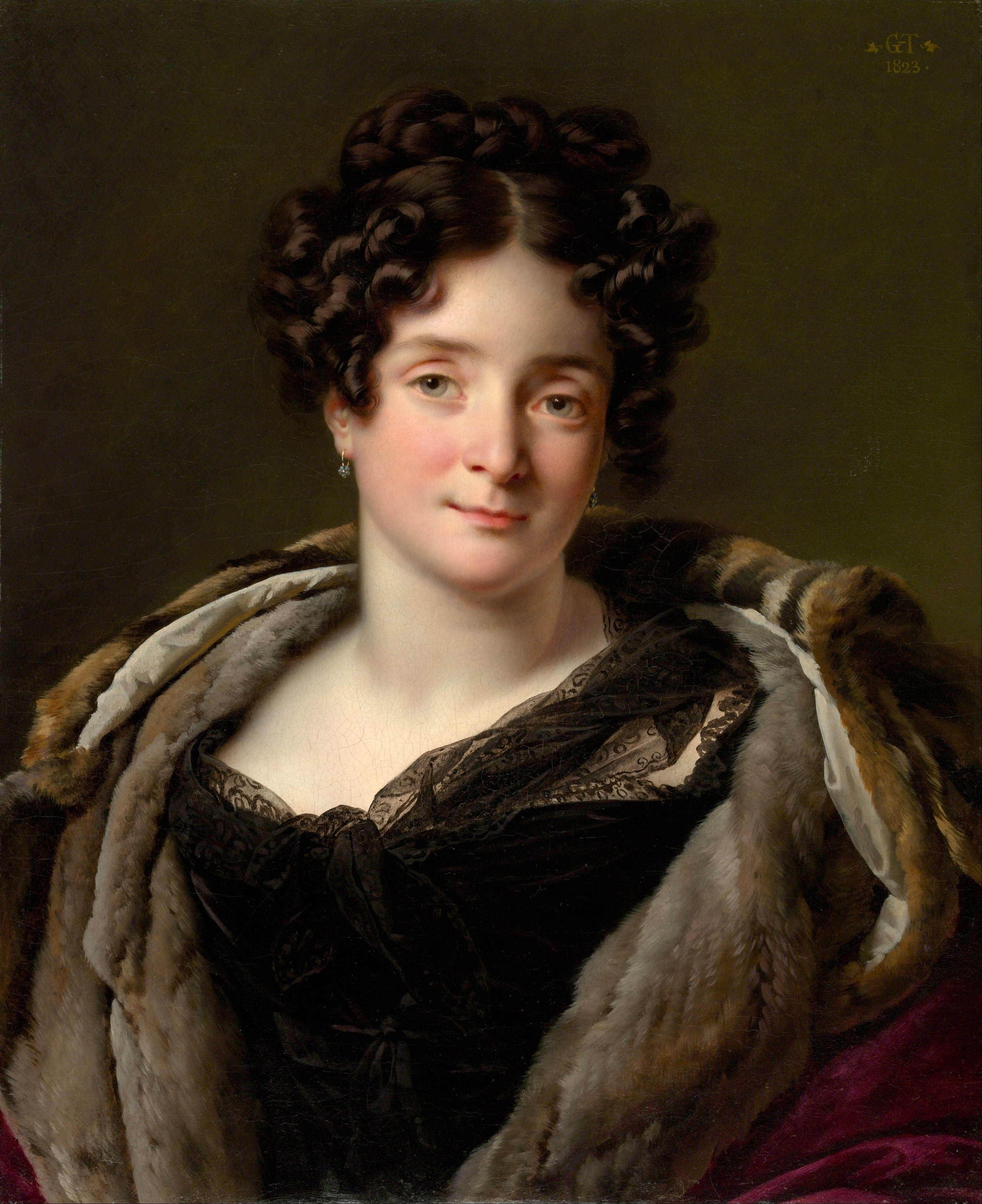
『ジャック＝ルイ＝エティエンヌ・レイゼ夫人』1823年 メトロポリタン美術館所蔵
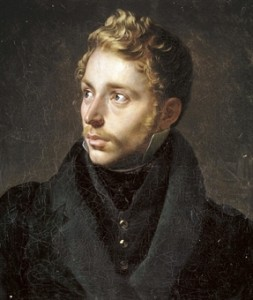
『ジャック＝ジョセフ・カトリノーの肖像』
『テーバイ攻めの七将カパネウス』ストックホルム国立美術館所蔵
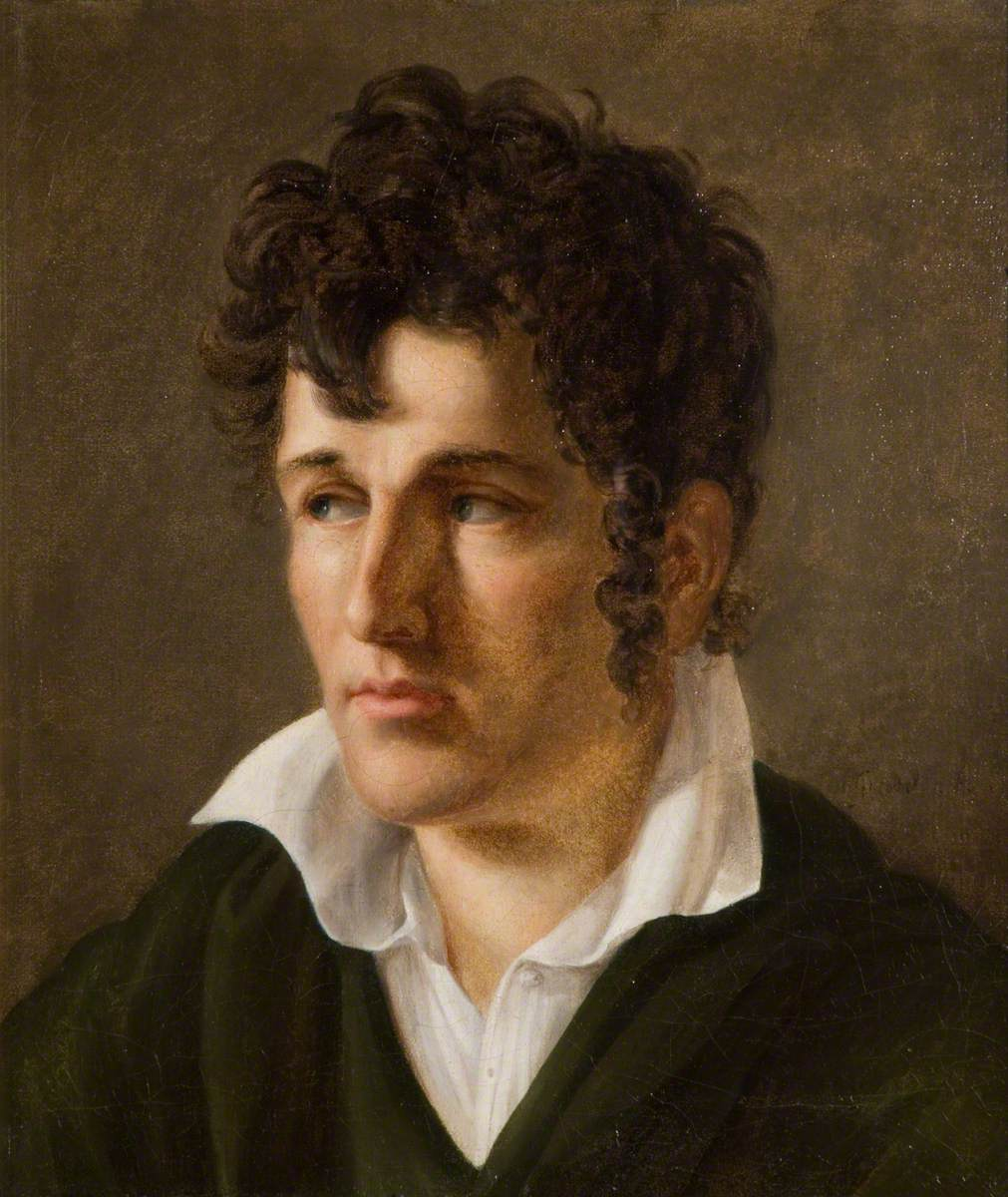
『フランソワ＝ルネ・ド・シャトーブリアンの肖像』制作年不明
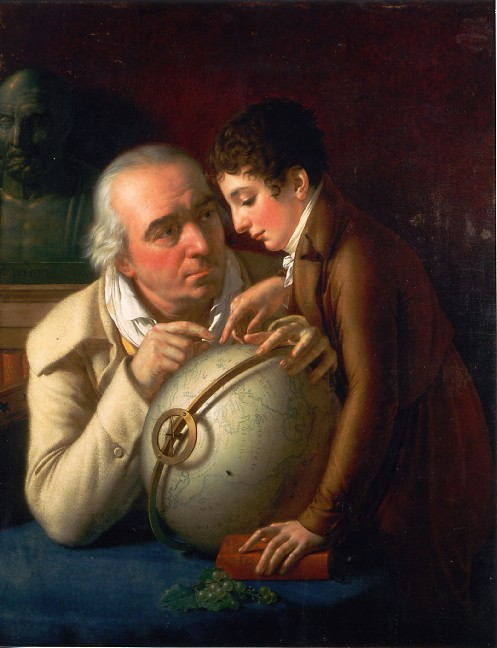
『息子に地理を教えるトリオソン医師の肖像画』 日付無し ジロデ美術館所蔵
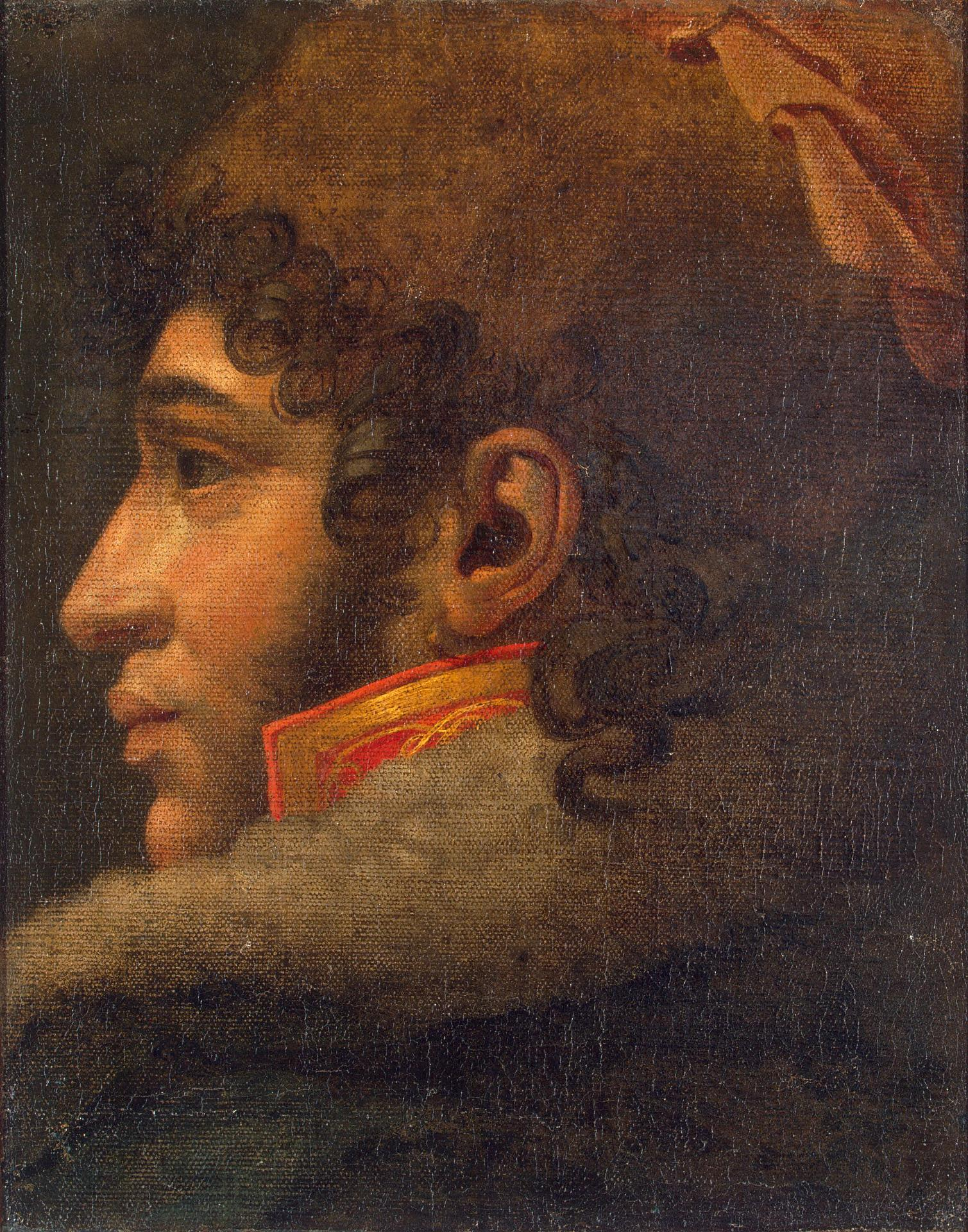
『ジョアシャン・ミュラの肖像』制作年不明 エルミタージュ美術館所蔵